# Спокан (Вашингтон)
Спока́н (англ. Spokane, о файле/ˌspoʊˈkæn/, амер. spō·kăn′) — город на северо-западе США, штат Вашингтон, в 436 км (271 миль) к востоку от Сиэтла и в 180 км (110 миль) от северной границы с Канадой. Расположен на одноимённой реке и является центром так называемой Внутренней Северо-Западной области (англ. Inland Northwest). Это самый крупный город и окружной центр округа Спокан.
Дэвид Томпсон исследовал территорию Спокана и основал Европейское поселение во время западного расширения Северо-Западной компании и строительства Spokane House в 1810 году. Этот торговый пост был первым долгосрочным Европейским поселением в Вашингтоне и на протяжении 16 лет являлся центром торговли пушниной на территории между Скалистыми и Каскадными горами. В конце XIX века здесь были обнаружены золото и серебро. Местность вокруг Спокана считается одним из наиболее продуктивных регионов по добыче полезных ископаемых в Северной Америке. Экономика Спокана долгое время находилась в зависимости от цен на природные ресурсы; однако впоследствии произошла диверсификация отраслей и сейчас в городе активно развиваются высокотехнологические направления.
Город Спокан (который изначально назывался Спокан-Фолс) был основан в 1871 году и официально получил статус города в 1881 году. Название города происходит от индейского племени Спокан, что переводится с языка местных индейцев салишей как «Дети Солнца». За городом также закрепилось имя «Сиреневый Город» из-за многочисленных сиреней, выращиваемых в этой местности с начала двадцатого столетия. Завершение строительства Северо-тихоокеанской железной дороги в 1881 году значительно повысило население Спокана из-за стратегического положения города как крупного железнодорожного узла. Спокан также известен как основатель праздника День Отцов, который отмечается каждый год в июне.
По данным переписи населения США-2010, в городе проживает 208 916 человек, что делает его вторым по величине городом в штате Вашингтон и третьим в американской части Тихоокеанского Северо-Запада после Сиэтла и Портленда. Спокан является 102-м по количеству населения городом в США и выполняет роль центрального города Споканского Метрополитенского статистического ареала (МСА), который совпадает с границами округа Спокан. В 2010 году население ареала составило 471 221 человек.
Прямо на восток от графства Спокан расположен Кёр-д’Аленский городской статистический ареал, полностью состоящий из графства Кутеней; общее население ареала из двух графств в 2010 году составило 609 715 человек, что является четвёртым по величине показателем на Северо-Западе после Сиэтла, Портленда и Ванкувера. Федеральное правительство и Департамент управления и бюджета планировали официально объединить Споканский городской статистический ареал с графством Кутеней при подтверждении результатов переписи 2010 года. Ожидалось, что это произойдёт не позже 2013 года, и количество населения к тому времени превысит отметку в 650 000 жителей. Новый Споканско-Кёр-д’Аленский объединённый статистический ареал (Spokane-Coeur d’Alene combined statistical area) был создан в 2012 году, в 2019 году его население составило 734 218 человек.

## История

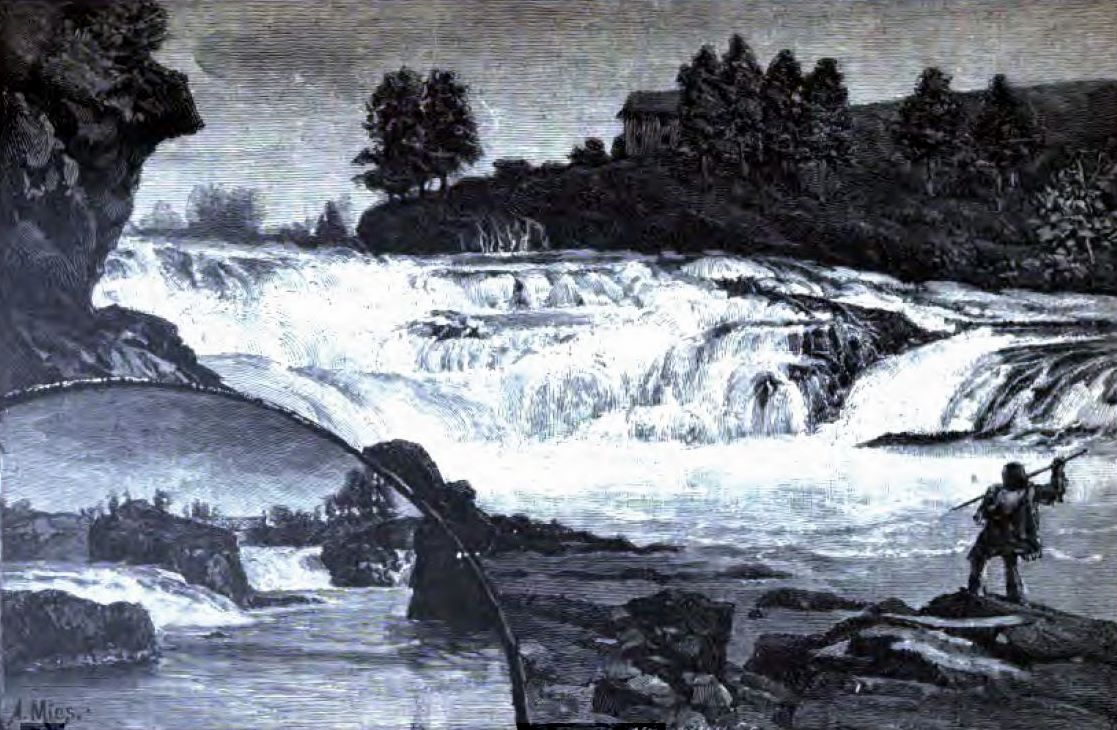
Изображение: Водопады Спокан в 1888

Первые люди поселились на территории Спокана 8—12 тысяч лет назад. Это были сообщества охотников и собирателей, которых привлекли плодородные земли этого региона. Со временем, леса начали истощаться и коренные американские племена стали в большей степени зависеть от добычи корнеплодов, ягод и рыбы. Считается, что племя Спокан, по названию которого позже был назван и город, было прямым потомком племён охотников и собирателей либо потомками племён из Великих Равнин. Первые исследователи-европейцы узнали от местных племён, что их предки пришли «с севера». Водопады Спокана были центром торговли и рыбной ловли у местных племён.
В начале XIX века Северо-Западная компания отправила двух охотников за пушниной на запад от Скалистых гор в поисках мест для добычи меха. Эти охотники стали первыми белыми людьми, которые встретились племени Спокан. Индейцы посчитали их Сама — святыми, и попросили их остановиться на зимовку в долине реки Колвилль. Позже племя увидело, что гости не принесли им никакой «большой магии», так как их соплеменники продолжали массово умирать от сифилиса, эпидемия которого впервые возникла в 1782 году, забрав жизни более чем у половины жителей племени.

### Торговый пост
Внутренняя Северо-Западная область была впервые исследована учёным-географом Дэвидом Томпсоном, работавшим главой отделения Северо-Западной компании в округе Колумбия. Пересекая местность в районе современной канадско-американской границы по направлению из Британской Колумбии, Томпсон хотел расширить деятельность Северо-Западной компании дальше на юг, в поисках мест для добычи пушнины, в основном бобров. После основания торговых постов Каллиспелл-Хауз и Салиш-Хауз там, где сейчас расположены Айдахо и Монтана, Томпсон хотел расшириться ещё дальше на запад. В 1810 году Томпсон отправил охотников Жака Рафаэля Финлэя и Финана Макдональда к реке Спокан для строительства торгового поста в восточной части нынешнего Вашингтона, который должен был использоваться для обмена с местными индейскими племенами Спокан и Колвилль.
В районе слияния рек Малый Спокан и Спокан, Финлэй и Макдональд построили новый торговый пост, который стал первым долгосрочным европейским поселением на территории нынешнего штата Вашингтон. Этот торговый пост, известный под названием Спокан-Хауз или просто «Спокан», работал с 1810 по 1826 год. Спокан-Хауз, управляемый Британской Северо-Западной компанией, и, позже, Компанией Гудзонова залива, был центром торговли пушниной между Скалистыми и Каскадными горами на протяжении 16 лет. После поглощения Северо-Западной компании Компанией Гудзонова залива в 1821 году, деятельность была перенесена из Спокан-Хауза в Форт-Колвилл; однако впоследствии компания продолжала вести деятельность возле Спокана.

### Американское поселение
Совместное англо-американское владение Орегонскими землями, действовавшее согласно Англо-американской конвенции 1818 года, в конечном счёте привело к спору о границе Орегона в связи с большим притоком американских поселенцев, прибывших по Орегонскому пути. Спор закончился подписанием Орегонского договора в 1846 году, согласно которому Великобритания уступила все права на земли южнее 49-й параллели, современной границы с Канадой.
Первые американские поселенцы, сквоттеры Джей Джей Даунинг и С. Р. Скрэнтон, заняли участок возле Споканских водопадов в 1871 году. Вместе они построили небольшую лесопилку на участке возле южного берега Споканских водопадов. Орегонцы Джеймс Н. Гловер и Джаспер Матини, пересекавшие этот регион в 1873 году высоко оценили значение реки Спокан и её водопадов. Они увидели инвестиционный потенциал и выкупили у Даунинга и Скрэнтона участок в 160 акров (0,65 км²) и лесопилку за $4000. Гловер и Матини знали, что Северо-Тихоокеанская железнодорожная компания получила государственный заказ на строительство ветки в северном направлении. Гловер позднее стал известен как «Отец Спокана».
21 октября 1880 года армией США под командованием подполковника Генри Клэя Мерриама был основан лагерь Спокан на расстоянии 56 миль (90 км) на северо-запад от Спокана в устье рек Колумбия и Спокан. Стратегическое положение лагеря было определено необходимостью защиты Северо-Тихоокеанской железной дороги и защиты американских поселений.

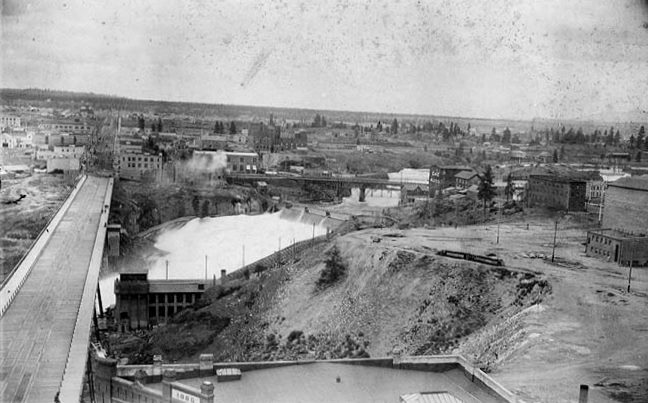
Спокан ок. 1895

К 1881 году Северо-Тихоокеанская железная дорога была достроена, обеспечив приток Европейских поселенцев в эти края. Город Споканских водопадов (который был переименован в Спокан в 1891 году) был официально основан 29 ноября 1881 года, имея население около 1000 человек. Городское население стремительно увеличилось до 19 922 человек к 1890 и до 36 848 человек к 1900 году благодаря наличию железной дороги. Это привлекало поселенцев как из близких регионов (Миннесота, Южная и Северная Дакота), так и из дальних стран: Финляндии, Германии и Англии. К 1910 году население достигло 104,000 человек; развитие Северо-Тихоокеанской железной дороги помогло городу Спокан превзойти город Уолла-Уолла в качестве коммерческого центра Внутренней Северо-Западной области.
Спокан неустанно расширялся до 4 августа, 1889 года, когда пожар, который сегодня известен как Большой Пожар, начался около 6 утра и разрушил центральную коммерческую часть города. В связи с возникшими на насосной станции техническими проблемами, в городской сети водоснабжения не было давления в момент когда начался пожар. Пытаясь препятствовать распространению огня, пожарные начали уничтожать здания динамитом. Несмотря на эти меры, огонь продолжал расширяться, перепрыгивая через очищенные пространства. Когда добровольцы попытались подавить пламя, они обнаружили, что их шланги непригодны для этих целей. В итоге, благодаря тому, что порывы ветра стихли, пожар прекратился сам по себе. Последствием пожара стало разрушение 32 кварталов и гибель одного человека.
Несмотря на значительные разрушения, вызванные пожаром, Спокан не остановился в своём развитии; огонь расчистил место для большого строительного бума. После Большого пожара 1889 года и восстановления центральной части города, он был повторно зарегистрирован под своим современным названием «Спокан» в 1891 году. Всего через три года после пожара, в 1892 году, Большая Северная железная дорога Джеймса Джей Хилла достигла только что основанного городка Хиллъярд (который был поглощён Споканом в 1924 году) — это место было выбрано для строительства мастерских и депо из-за равнинного рельефа. Наличие железнодорожной ветки способствовало превращению города в важный транспортный узел всей Внутренней Северо-Западной области. Благодаря своему положению между фермерским и горнодобывающим регионом, Спокан превратился в важный железнодорожный и логистический центр. После прихода железнодорожных операторов, таких как Northern Pacific, Union Pacific Railroad, Great Northern, и Chicago, Milwaukee, St. Paul and Pacific, Спокан стал одним из наиболее важных железнодорожных центров на западе США.

### XX век

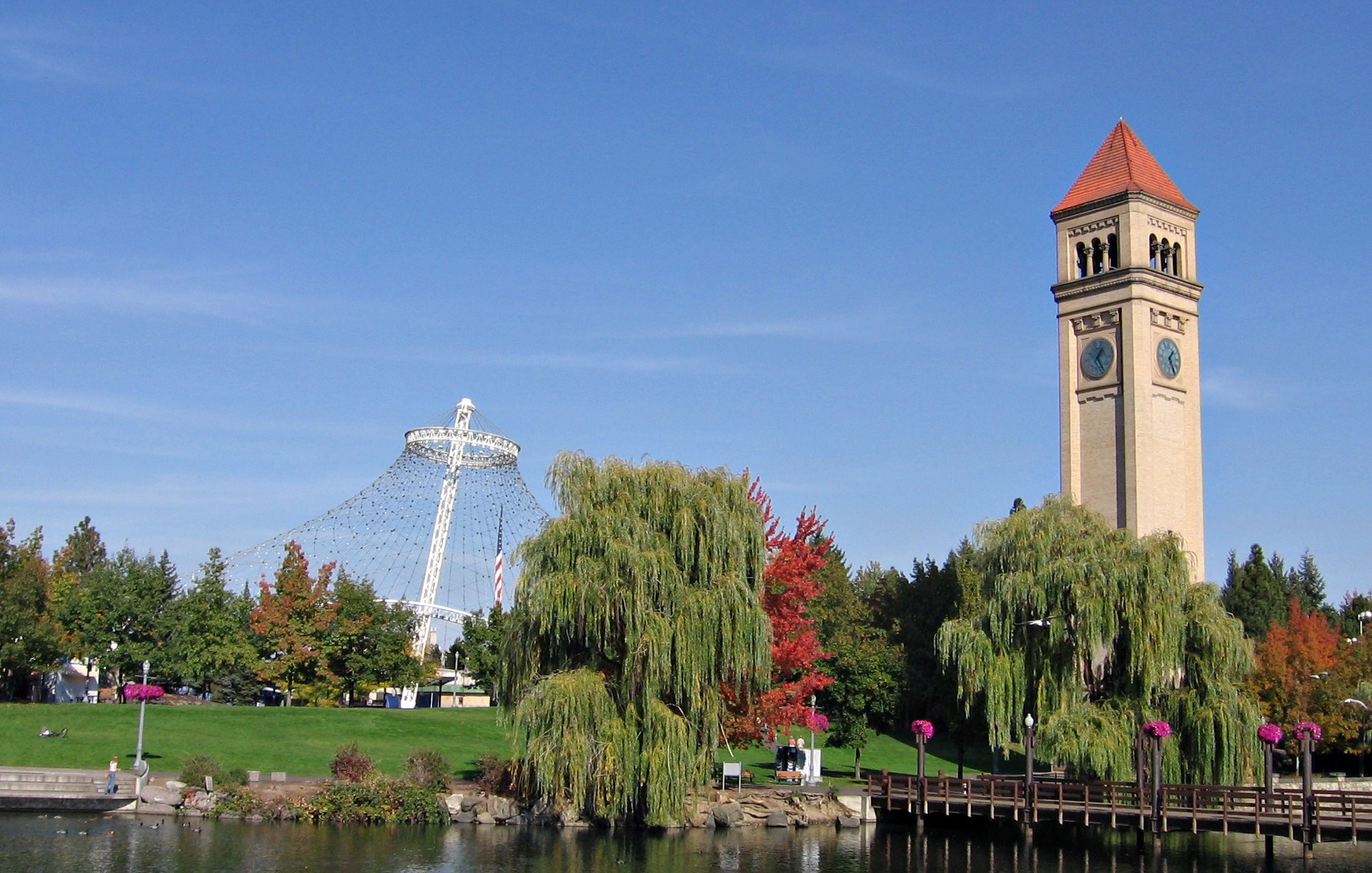
Часовня Great Northern Depot и Павильон США в парке Риверфронт

Спокан известен как «Родина Дня отцов». Жительница Спокана, Сонора Смарт Додд, считается основателем этого ежегодного праздника. Сонора, которую часто называют «Мамой Дня Отцов» была в возрасте 16 лет, когда умерла её мать, оставив её отца воспитывать Сонору и её 5 младших братьев на отдалённой ферме в восточном Вашингтоне. В 1909 году, когда Сонора услышала проповедь ко Дню матери в церкви Central United Methodist г. Спокан, она вдохновилась желанием предложить оказывать такое же уважение отцам. На следующий год, она поделилась своей идеей в местном отделении YMCA, которое, так же как и Ministerial Alliance, поддержало её идею и помогло организовать этот праздник впервые в 1910 году в Спокане. Сонора предложила отмечать праздник в день рождения её отца, 5 июня. Однако пасторам понадобилось больше времени для подготовки, и поэтому первый День Отцов был отпразднован 19 июня 1910 года.
Рост и развитие города Спокан резко остановились во втором десятилетии XX века, что также сопровождалось снижением численности населения. В значительной степени причиной этому стало замедление экономики. Контроль за местными шахтами и добычей ресурсов перешёл в руки крупных национальных компаний, которые выводили полученные капиталы из города, снизив таким образом развитие инвестиций на местном уровне. В 20-х и 30-х годах наблюдался очень незначительный рост, также связанный с негативной экономической обстановкой. Внутренняя Северо-Западная область была в значительной зависимости от существенно снизившегося спроса на полезные ископаемые, а также продукцию сельского и лесного хозяйства. Ситуация в Спокане улучшилась после начала Второй Мировой Войны, так как в долине Спокана было создано производство алюминия, что было обусловлено низкой стоимостью электричества в регионе и возросшим спросом на самолёты.
После десятилетий стагнации и замедленного роста, бизнесмены Спокана, возглавляемые Кинг Коулом, учредили Спокан Анлимитед, организацию, которая должна была добиться оживления деловой активности в центральной части города. После тяжёлой борьбы, пришёл заслуженный успех в виде строительства нового паркинга в 1965 году. Вскоре усилия по оживлению экономики были сконцентрированы на улучшении Острова Хэйвермейл в центральной части города, где были в основном расположены железнодорожные депо и склады. Парк отдыха с демонстрацией Споканских водопадов был выбран наилучшим вариантом, и организации удалось убедить железнодорожные компании вынести свою инфраструктуру за пределы острова. В 70-х годах, Спокан приближался к празднованию своего столетнего юбилея и Спокан Анлимитед наняла частную фирму для подготовки и проведения празднования и ярмарки. Фирма предложила организовать международную выставку, что и привело к проведению Экспо-74.
Спокан провёл первую международную выставку по теме «Окружающая среда» в 1974 году, став самым маленьким городом, который принял у себя Международную выставку. Экспо’74 также стала первой американской выставкой, проведённой после Второй Мировой войны, которую посетили представители СССР. Это событие изменило центр города, убрав с лица города целый век железнодорожной индустрии, создавшей этот город, и преобразив вид его центральной части. После Экспо’74 территория выставки превратилась в Парк Риверфронт, площадью 100 акров (0,4 км²). Конец 70-х годов стал периодом роста для Спокана, который привёл к строительству двух самых высоких зданий в городе в начале 80-х — 18-этажного здания Фарм-Кредит Банка и 20-этажного здания Финансового центра Сифест, где сегодня расположен Банк-оф-Америка.
Успехи данного периода были вновь прерваны экономическим спадом, в процессе которого цены на серебро, дерево, и сельхозпродукцию значительно упали. Несмотря на этот тяжёлый период, экономика Спокана начала выигрывать от диверсификации, благодаря существованию в городе таких растущих компаний как Key Tronic и наличию научного, маркетингового и производственного потенциала для других технологических компаний, что помогло снизить зависимость Спокана от спроса на природные ресурсы.

### XXI век

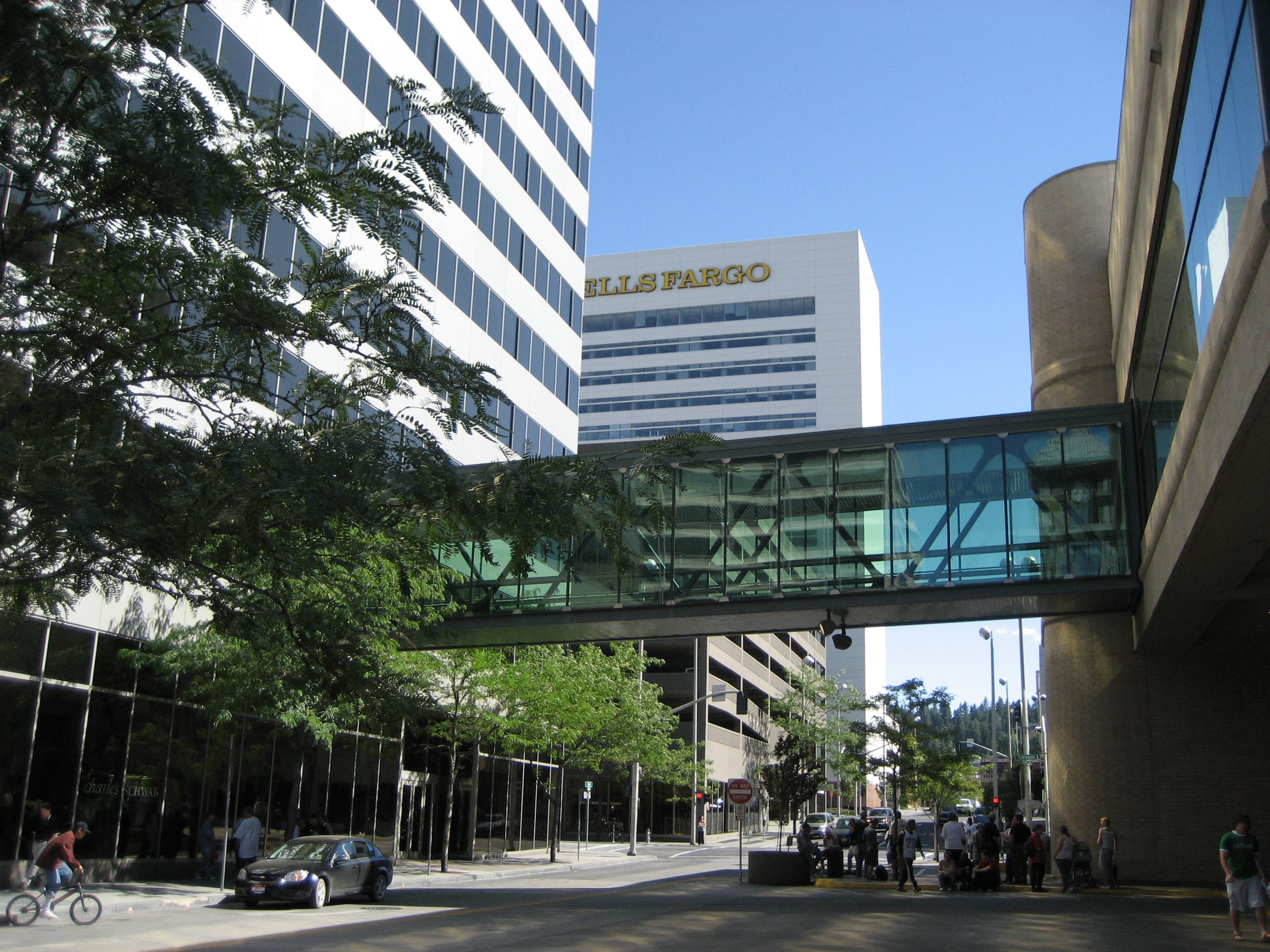
В Спокане широко развита сеть воздушных коридоров

В последние годы центр Спокана переживает глобальное перерождение, основанное на инвестициях в размере трёх миллиардов долларов и завершении строительства Торгового центра River Park Square. Старый отель Давенпорт, спроектированный Киртландом Каттером, прошёл через полную реконструкцию в 2002 году после 20-летнего бездействия. Список других крупных проектов включает реконструкцию Здания Holley Mason, строительство Концертного Зала Big Easy (сейчас известен как Knitting Factory), расширение Spokane Convention Center и восстановление исторических зданий отеля Montvale и Fox Theater (сейчас известен как домашний зал симфонического оркестра Spokane Symphony). В разработке находятся новые строительные проекты. Местный застройщик Роб Брюстер предложил построить новую Башню VOX, которая может стать самым высоким сооружением в городе. Высота всех новых зданий регулируется городскими строительными нормами.
Строительство Kendall Yards в западной части Спокана (вдоль северного берега реки Спокан) станет одним из крупнейших строительных проектов в истории города. Строительство на противоположном от центра берегу реки Спокан совместит в себе жилые и коммерческие зоны, а также создание площадей и мест для прогулок. По завершении, проект Kendall Yards, расположенный на территории 80 акров (0,32 км²), будет состоять из 2600 жилых единиц и около 1 000 000 квадратных футов (93 000 м²) офисных, коммерческих и торговых площадей.
6 февраля 2015 года над городом пошёл странный белёсый содовый «грязевой дождь». Спустя несколько месяцев учёные объяснили его происхождение: буря, возникшая над щелочным озером Саммер в штате Орегон, отнесла большое количество пыли, состоящей в основном из карбоната натрия, до 800 километров от озера, грязь смешалась с дождевой тучей, что и привело к необычным осадкам над минимум 15 городами трёх штатов.

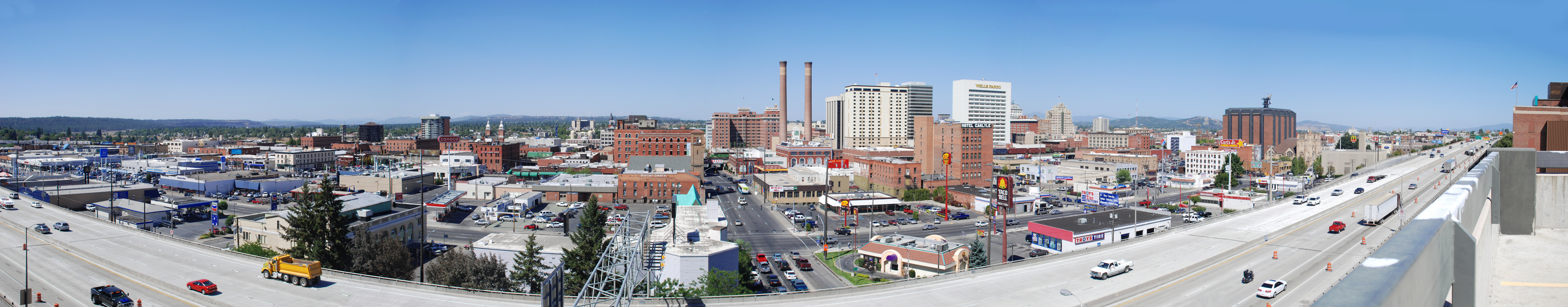
Панорама центральной части Спокана, вид с юга, из паркинга Медицинского Центра Deaconess.

## География

### Топография
Спокан находится на реке Спокан в Восточном Вашингтоне, возле восточной границы одноимённого Штата, в 20 милях (32 км) от Айдахо, 110 милях (180 км) к югу от Канадской границы, 280 милях (450 км) к востоку от Сиэтла и 428 милях (689 км) на юго-запад от Калгари. Спокан относится к Внутренней Северо-Западной области, которая состоит из восточного Вашингтона, северного Айдахо, западной Монтаны и северо-восточного Орегона. По данным Бюро переписи населения США, город занимает площадь в 152 км², из которых 150 км² составляет суша и 2 км² — вода.

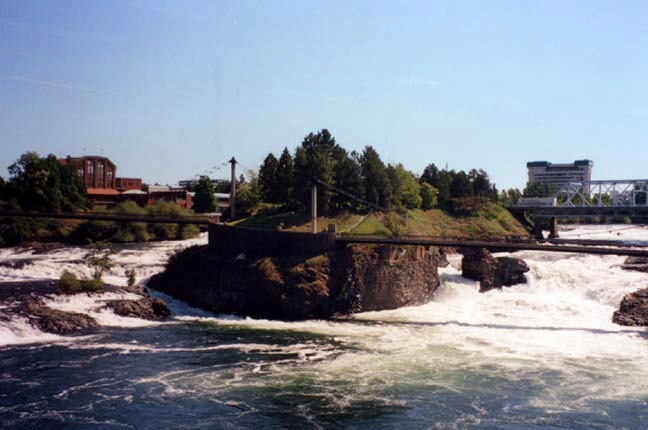
Река Спокан возле острова Канада

Спокан расположен в восточной части бассейна реки Колумбия — широкой наклонной равнине, возвышающейся к востоку к предгорьям Скалистых гор, горам Селкирк. Город лежит в промежуточной зоне между пустынной частью Колумбийского бассейна центрального Вашингтона и покрытыми лесом горами северного Айдахо и северо-восточного Вашингтона. Наивысшей точкой округа Спокан является гора Спокан, возвышающаяся на высоте 5883 футов (1793 м) над уровнем моря, расположенная на восточной стороне горного массива Селкирк. Главным источником водных ресурсов является река Спокан, 179-километровый приток реки Колумбия, что берёт своё начало из озера Кер-д’Ален в северном Айдахо. Река протекает на запад через штат Вашингтон, пересекая центральную часть города Спокан, встречается с рекой Лата Крик которая течёт с юга прямо на запад от центра города, а затем поворачивает на северо-запад где соединяется с рекой Малый Спокан по дороге к своей главной цели — реке Колумбия, достигая её к северу от Дэвенпорта.
Спокан находится на высоте 1843 футов (562 м) над уровнем моря. Самая низкая точка города находится близ северной границы города, на реке Спокан (в парке Риверсайд), на высоте 1608 футов (490 м), а наивысшая точка расположена в северо-восточной части, возле Хиллъярд, ближе к Бейкон-Хилл и Норз-Хилл-Резервуар на высоте 2591 футов (790 м).

### Климат
Спокан находится в зоне влажного континентального климата (согласно классификации Кёппена), редкого типа климата, благодаря возвышенному расположению и значительному уровню осадков зимой, что не позволяет отнести его к умеренно-сухому типу климата.
Эта территория характеризуется очень тёплым, сухим климатом в летние месяцы и холодным, влажным климатом зимой. Доминирующими сезонами являются зима и лето, в то время как переходные сезоны сменяются довольно быстро. В среднем, июль и август являются одинаково тёплыми месяцами, а самым холодным месяцем является декабрь. Летом наблюдается значительный внутридневной диапазон температур, который достигает, и часто превышает 30 °F (17 °C), а зимой напротив — диапазон составляет 6 °C. Средняя температура декабря составляет −2,7 °C, а средняя температура июля-августа находится на уровне 20,3 °C.
Благодаря тому, что Спокан расположен между Каскадными горами на западе и Скалистыми горами на северо-востоке, город защищён от погодных условий, характерных для основной части тихоокеанского Северо-Запада. Каскадные горы формируют барьер для проникновения влажного и сравнительно-умеренного воздуха со стороны Тихого океана зимой, и холодного воздуха летом. В результате такого действия Каскадных гор, на территории Спокана выпадает менее половины уровня осадков, который наблюдается у его западного соседа — Сиэтла. Средний годовой уровень осадков в Спокане составляет 430 мм, в то время как этот же показатель в Сиэтле составляет 940 мм ежегодно. Наибольшее количество осадков выпадает в декабре, тогда как лето является наиболее сухим временем года. Скалистые горы защищают Спокан зимой от проникновения холодных воздушных масс, движущихся с севера, через Канаду, и далее на юг, оберегая тем самым город от наихудших проявлений зимнего арктического воздуха.
Экстремальные значения температур составляют 42 °C и −34 °C, однако температуры выше 38 °C и ниже −23 °C наблюдаются очень редко.
| Показатель                    | Янв.  | Фев.  | Март  | Апр. | Май  | Июнь | Июль | Авг. | Сен. | Окт.  | Нояб. | Дек.  | Год   |
| ----------------------------- | ----- | ----- | ----- | ---- | ---- | ---- | ---- | ---- | ---- | ----- | ----- | ----- | ----- |
| Абсолютный максимум, °C       | 16,6  | 17,2  | 23,3  | 32,2 | 36,1 | 38,3 | 42,2 | 42,2 | 36,6 | 30,5  | 21,1  | 15,5  | 42,2  |
| Средний суточный максимум, °C | 1,3   | 4,2   | 9,4   | 14,0 | 19,1 | 23,2 | 28,5 | 28,3 | 22,7 | 14,5  | 5,3   | 0,1   | 14,2  |
| Средняя температура, °C       | −1,6  | 0,3   | 4,3   | 8,0  | 12,6 | 16,5 | 20,7 | 20,5 | 15,3 | 8,4   | 1,8   | −2,8  | 8,6   |
| Средний суточный минимум, °C  | −4,6  | −3,6  | −0,7  | 2,1  | 6,0  | 9,7  | 12,9 | 12,6 | 8,0  | 2,3   | −1,7  | −5,8  | 3,1   |
| Абсолютный минимум, °C        | −34,4 | −31,1 | −23,3 | −10  | −4,4 | 0,5  | 2,7  | 1,6  | −5,5 | −13,8 | −29,4 | −31,6 | −34,4 |
| Норма осадков, мм             | 45    | 33    | 40    | 32   | 41   | 31   | 16   | 14   | 17   | 29    | 58    | 58    | 420   |
| Источник: World Climate       |       |       |       |      |      |      |      |      |      |       |       |       |       |

## Городская часть

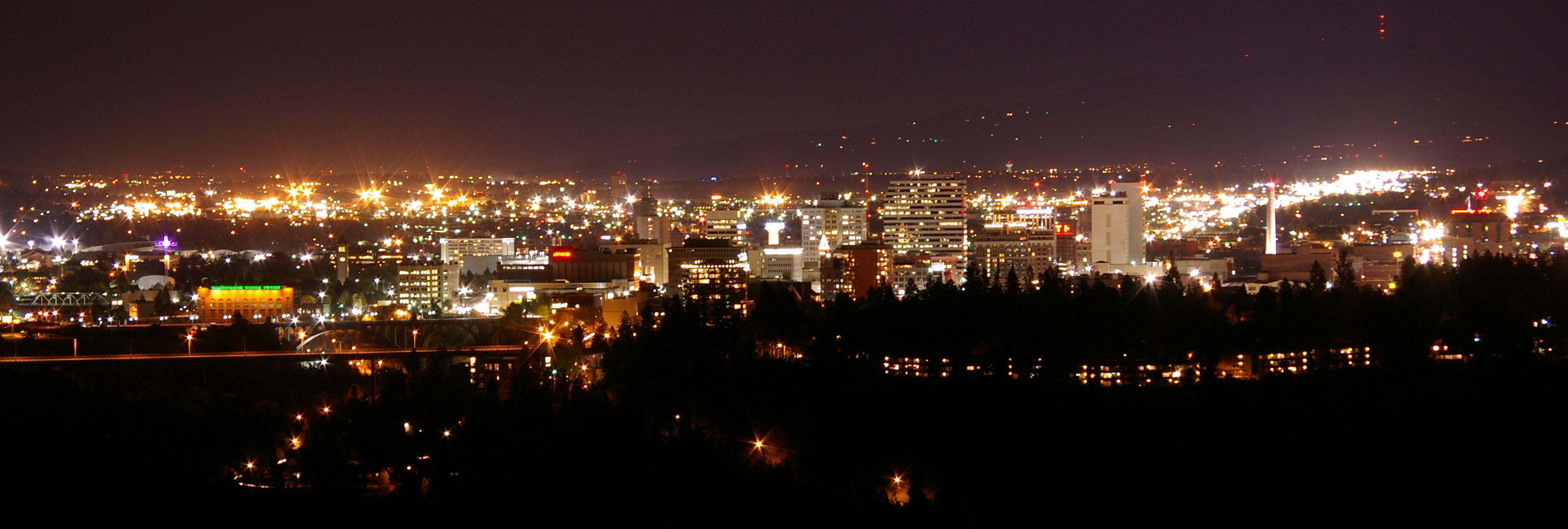
Ночной Спокан, вид с юго-запада

Спокан окружён многими поглощёнными и не поглощёнными районами, которые составляют пригородную часть Спокана. Среди них: Гринакрс, Вашингтон, Медикал-Лейк, Чини, Эйрвэй Хейтс, Мид, Колберт, Спокан-Валли, Милвуд, Найн-Майл-Фоллс, Отис-Орчардс и Либерти-Лейк. Через границу со штатом Айдахо находятся Кёр-д’Ален который присоединяет Айдахскую часть городской территории, Хейден, Пост-Фолс и Расдрум.

### Окрестности
Большая часть истории Спокана отражена в широком разнообразии его окрестностей. Этот диапазон начинается с построенных в стиле Викторианской эпохи South Hill и Browne’s Addition, через Davenport Arts District в центральной части, к более современным кварталам Северного Спокана.
Окрестности города привлекают внимание своей историей, что подтверждается наличием в городе 18 исторических районов, включённых в Национальный реестр исторических мест США. Это является наивысшим показателем среди всех городов штата Вашингтон. Более 50 % центральной части Спокана признано историческим наследием, состоящим из трёх отдельных исторических мест США. Всего более чем 1300 индивидуальных владений, внесённых в Национальный реестр, находятся на территории округа Спокан, 15 из которых являются районами.

## Население
По данным Американского общественного опроса за 2005—2007 год, 86,4 % населения составили представители европеоидной расы, 3,1 % — афроамериканцы, 3,5 % — американские индейцы или коренные жители Аляски, 3,7 % — азиаты, 0,6 % — коренные жители Гавайев и других островов, 1,1 % — представители других рас. 3,9 % от общего количества населения составили представители латиноамериканских национальностей. 26,5 % населения имели степень бакалавра или выше.
По данным переписи населения 2000 года, в городе насчитывалось 195 629 жителей, 81 512 домашних хозяйств, и 47 276 семей, проживающих в 87,941 единицах жилищного фонда, плотность населения составила 3 387 человек на кв. милю (1 307.7/km²). Расовый состав города был следующим: 89,5 % — белые, 2,1 % — афроамериканцы, 1,8 % — коренные народы США, 2,3 % — азиаты, 0,2 % — выходцы из Океании, 0,9 % — другие расы, и 3,4 % — представители двух и более рас. Латиноамериканцы любой расы составили 3,0 % общего числа жителей.
По данным Переписи населения США 2010 года в городе постоянно проживало 208 916 человек, что сделало Спокан сотым по величине городом в Америке.
Из 81 512 домашних хозяйств 29,4 % проживали вместе с детьми до 18 лет, 41,3 % составили пары, совместно проживающие в браке, 12,4 % семей, где проживали одинокие женщины, и 42,0 % составили несемейные. 33,9 % составили хозяйства, где проживали одинокие люди, а 11,7 % составили одинокие люди достигшие 65-летнего возраста и старше. Средний размер домашнего хозяйства составил 2.32, размер средней семьи — 2.98.
Возрастное распределение населения выражено следующим образом: 24,8 % — в возрасте до 18 лет, 11,1 % 18-24 года, 29,6 % 25-44 года, 20,5 % 45-64, и 14,0 % — 65 лет и старше. Средний возраст составил 35 лет. На каждые 100 женщин приходится 93 мужчины. На каждые 100 женщин в возрасте старше 18 лет приходится 89.9 мужчин.
Средний уровень дохода в городе составил $32 273 доллара, а средний доход на семью показал значение в $41 316 долларов. Средний доход мужчин составил $31 676 против $24 833 у женщин. Доход на душу населения в городе был $18 451 доллар. Около 11,1 % семей и 15,9 % населения проживали за чертой бедности, включая 19,3 % жителей в возрасте от 18 и 9,6 % в возрасте от 65 лет и старше.
В соответствии с отчётом Ассоциации архивов религиозных данных 2000, религиозный состав жителей Споканского муниципального статистического района был следующим: 43 397 — протестанты-евангелисты, 32 207 — протестанты; 776 — православные; 57 187 — католики; 17 351 — другие вероисповедания и 267 021 не указали свою религиозную принадлежность.

## Экономика

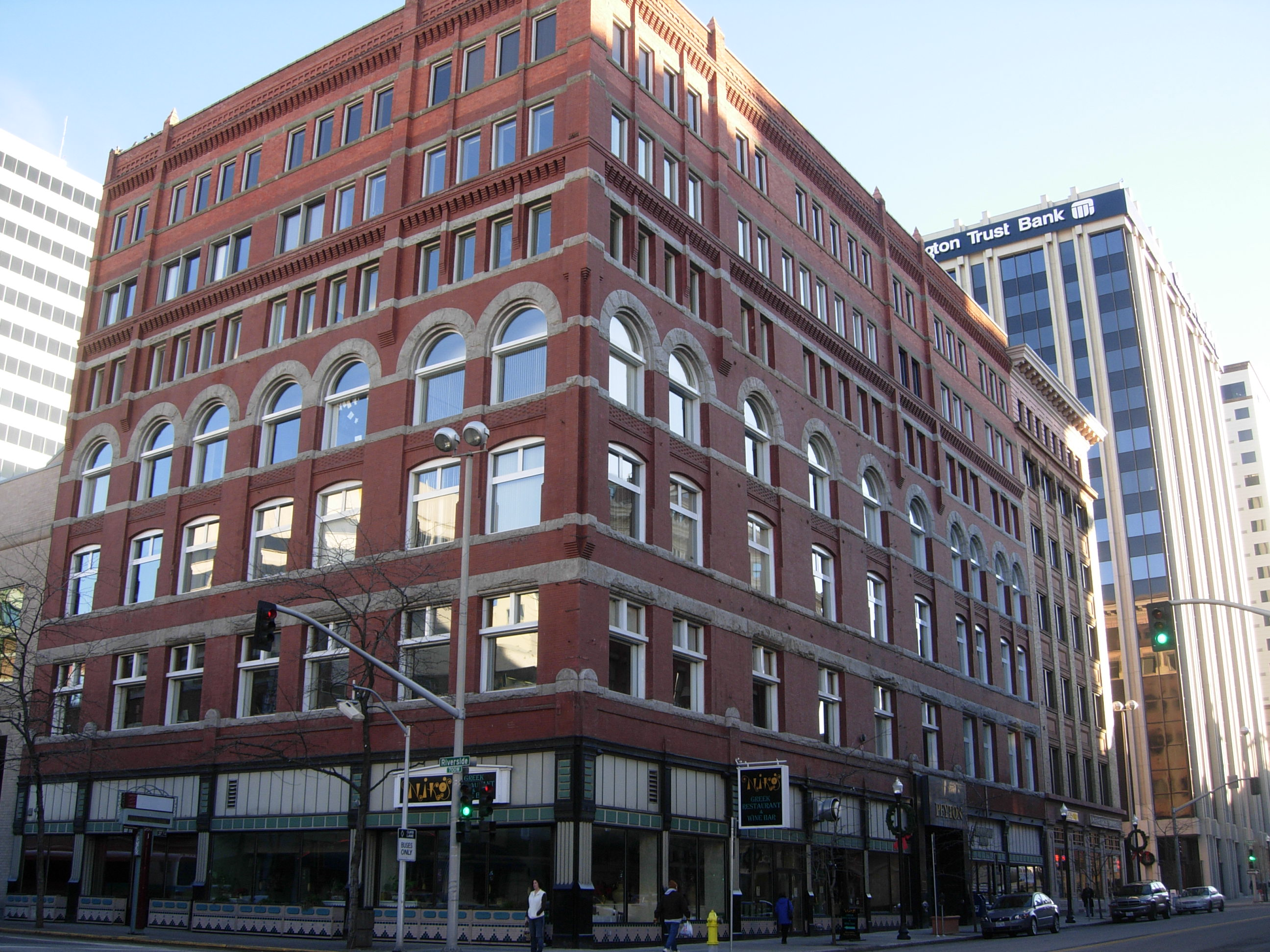
Споканская фондовая биржа ранее находилась в The Peyton Building

В 1883 году, золото и серебро были обнаружены во Внутренней Северо-Западной области; в то время город, выступая в качестве логистического центра, обеспечивал поставки для шахтёров, которые проходили через Спокан по дороге в Кер-д’Алён, а также в районы Колвилля и Кутенай. В середине 1890-х в регионе проводились крупные разработки месторождений полезных ископаемых. Территория считается одним из наиболее крупных районов по добыче полезных ископаемых в Северной Америке. Природные ресурсы традиционно играли значительную роль в экономической жизни Спокана, основного центра по добыче древесины, полезных ископаемых и продуктов сельского хозяйства.
Производственными лидерами региона являются заводы по изготовлению изделий из дерева, горно-обогатительные комбинаты и производители продуктов питания. Штаб-квартира компании Potlatch Corporation, которая находится в рейтинге Fortune 1000, и ведёт свою деятельность как инвестиционный траст (REIT) владея и управляя лесными хозяйствами в Арканзасе, Айдахо, Миннесоте, и Орегоне находится в Спокане. Прилегающая местность, особенно в южном направлении, является производительным сельскохозяйственным регионом, известным как Пэлоуз. Несколько виноделен и пивоварен также ведут свою деятельность в районе Спокана.
Лесное и сельское хозяйство продолжают оставаться важными элементами местной экономики, однако Спокан также активно развивает другие направления, включая биотехнологии и высокотехнологичные отрасли. Signature Genomic Laboratories, быстро-растущая компания, занимающаяся разработками в области генетики, имеет свой штаб в Спокане, также недалеко от Либерти-Лейк находится главное отделение компании Itron, производителя программного обеспечения для измерения и сбора данных. Red Lion Hotels Corporation также имеет свой главный офис в городе. Спокан привлекает компании лёгким доступом к сырьевым материалам, а также низким уровнем операционных затрат, что вызвано, например, низкими ценами на электроэнергию. Экономическое развитие в Спокане концентрируется в шести главных отраслях: производстве, аэрокосмической индустрии, здравоохранении, информационных технологиях, технологиях очистки и цифровых медиа. Центр Спокана является местом, где развёрнута 100-квартальная беспроводная сеть, одна из наиболее крупных в своём роде в стране, что является символом преданности города вопросам развития технологических возможностей и ресурсов.
В 2000 году ведущими отраслями Спокана для занятого населения 16 лет и старше были: образование, здравоохранение и социальные службы, 23,8 %, и розничная торговля, 12,7 %. Здравоохранение является крупным, постоянно расширяющимся сегментом промышленности города; город предоставляет медицинские услуги для пациентов со всей Северо-Западной области, до самой границы с Канадой. Другие важные отрасли включают: строительство, производство, транспорт, добычу полезных ископаемых, коммуникации, финансовые услуги, страхование, недвижимость и политический сектор. Кроме того, все виды вооружённых сил США представлены в округе Спокан. Крупнейшим военным учреждением является военно-воздушная база Фэйрчайлд, где расположено 92-е подразделение воздушной дозаправки (92 ARW). Крупными компаниями, расположенными в Спокане, являются Cisco, F5 Networks, Goodrich Corporation, Itron, Kaiser Aluminum, Telect и Triumph Composite Systems.
Являясь столичным центром Внутренней Северо-Западной области, южной части Британской Колумбии и Альберты, Спокан играет роль важного центра коммерческой, производственной, медицинской, транспортной и торговой деятельности, а также центром развлекательной индустрии. Город имеет широкую сеть предоставления услуг, а также значительные торговые площади, обслуживающие всю Северо-Западную область на территории 80 000 кв. миль (210 000 км²). Спокан является административным центром Римско-Католической Епархии Спокана, Епископальной епархии Спокана и Синода Восточного Вашингтона — Айдахо. Благодаря тому, что Спокан является крупнейшим городом между Сиэтлом и Миннеаполисом, а также потому что он находится на пересечении многих достопримечательных мест, сфера туризма бурно развивается в этом регионе. Спокан известен как «базовый лагерь» для рафтинга, кемпинга, и других видов туризма.

## Культура

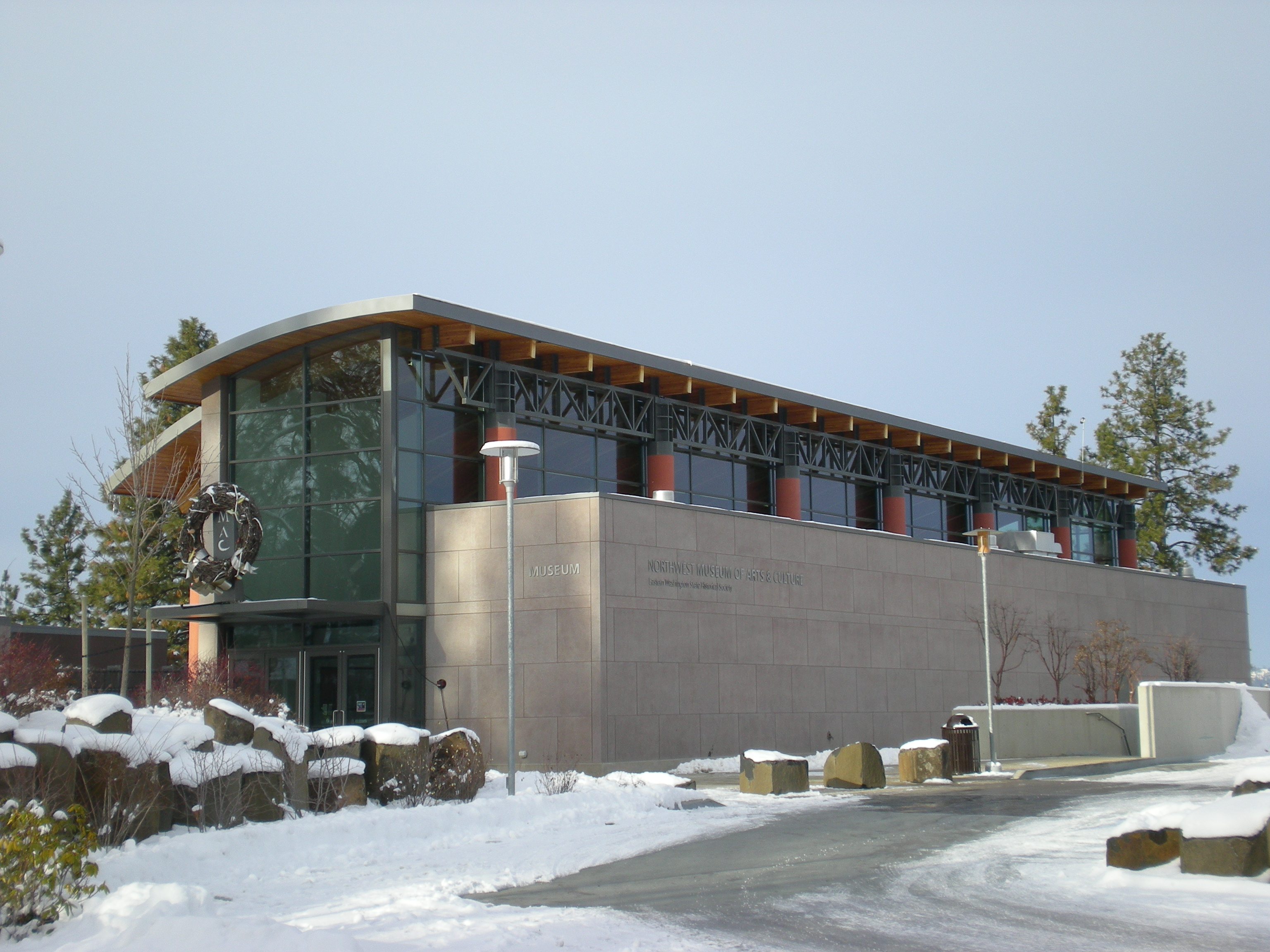
Северо-западный музей культуры и искусств

Жизнь Спокана в значительной степени подвержена влиянию климата и географического положения. Спокан находится в зоне 4-сезонного климата, поблизости большого количества рек и озёр, где можно купаться, плавать на лодке, заниматься рыбалкой и рафтингом. Недалеко от города есть горная местность, где можно кататься на лыжах, гулять пешком или кататься на велосипедах. На расстоянии небольшой поездки от города, жители и гости города могут посетить 76 озёр, 33 поля для гольфа, 11 виноделен, 5 лыжных курортов, 5 крупных национальных парков, Ущелье реки Колумбия, и Дамбу Гранд-Кули. Национальный парк Глейшер находится на расстоянии четырёхчасового путешествия от Спокана, а Национальный парк Маунт-Рейнир и Национальный парк Норт-Каскейдс находятся в четырёх с половиной часах пути от города. За менее, чем восемь часов, можно добраться до других парков, включая Национальный Парк Йеллоустон, и канадские национальные парки Банф и Джаспер.
Спокан может предложить все удовольствия большого города одновременно сочетая их с традициями и мероприятиями, проводимыми в атмосфере маленького городка. Национальная гражданская лига присудила городу Всеамериканскую городскую награду в 1974 и 2004 годах. Национальная гражданская лига — организация, оказывающая признание сообществам граждан, которые совместно работают для определения важных общественных задач и достигают значительных результатов в их решении. В городе есть несколько музеев, главными из которых являются Северо-западный музей культуры и искусств (MAC), Смитсоновский музей, в котором находится большая коллекция артефактов Коренных жителей Америки и региональных и национальных образцов разных видов искусств. Расположенный в Browne’s Addition среди сооружений золотого века Спокана (XIX век), музей находится всего в нескольких кварталах от центра города.

### Искусство и театр

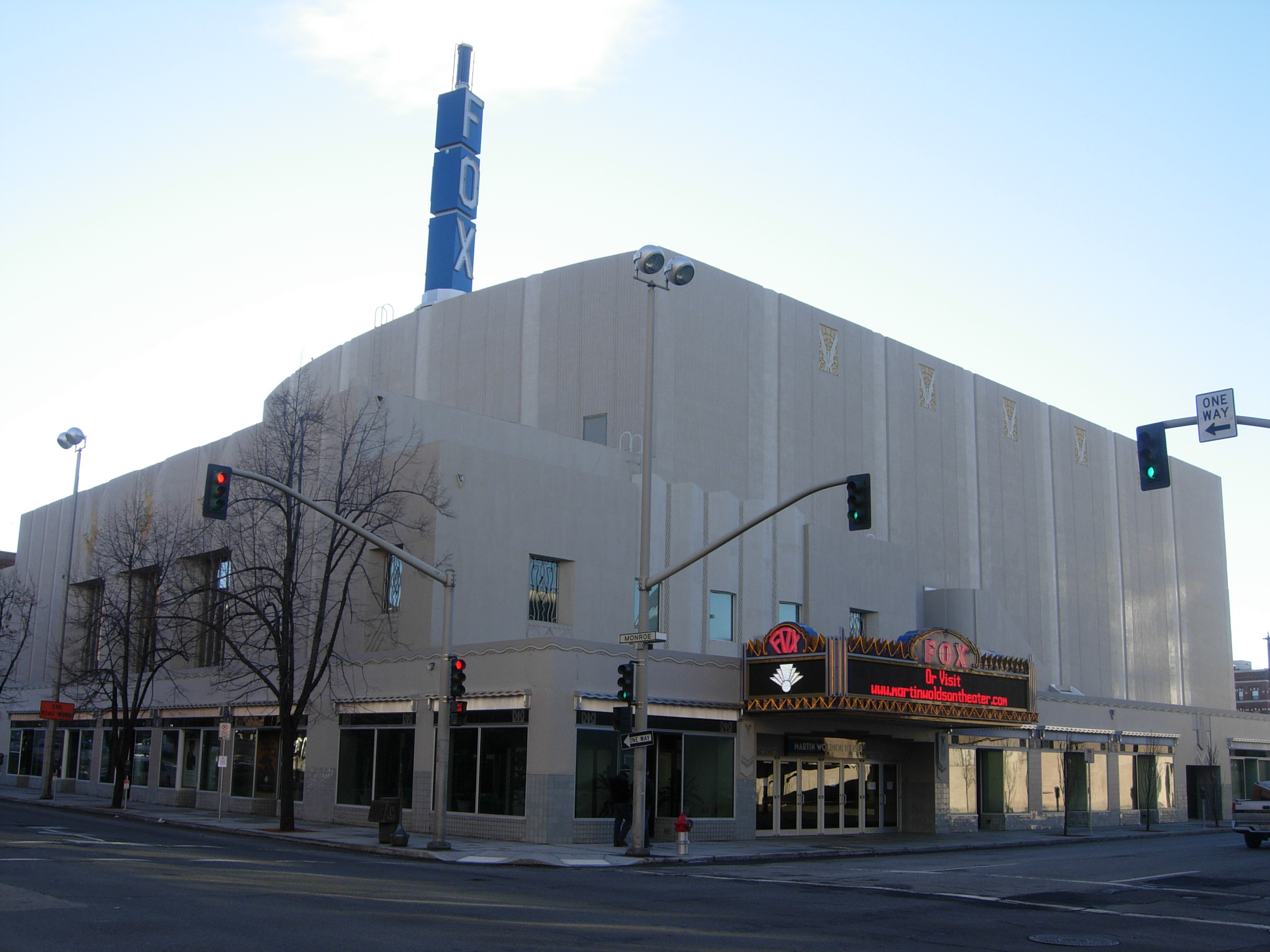
Театр Фокс

Спокан имеет широкое разнообразие визуальных художественных мест, а также сцен для выступления театральных коллективов. Такими достопримечательностями считаются главный городской театр, несколько театров поменьше, Споканский симфонический оркестр, джазовый оркестр, оперный театр и другие музыкальные места. Однако, Споканское музыкальное сообщество испытывает необходимость в том, что они называют обустроенным место для проведения музыкальных представлений для разных возрастных групп.
В Спокане проводятся очень яркие культурные события. Основные даты проведения культурных мероприятий (первая пятница февраля и октября) собирают огромные толпы в кварталах искусств. Такими районами являются Давенпорт, Гарленд-Бизнес и Ист-Спраг. В первую пятницу каждого месяца проводятся шествия местных деятелей искусств, которые демонстрируют своё мастерство по всему центру города. В районе Давенпорт можно найти много художественных галерей, а также некоторые из основных мест выступления театральных коллективов.
Спокан предлагает познакомиться со множеством музыкальных коллективов, для самого широкого круга слушателей. Споканский симфонический оркестр представляет все грани классической музыки, в то время как Джазовый Оркестр Спокана играет музыку джаз. Симфонический оркестр является неприбыльной организацией, которая была учреждена в 1945 году и носила название Споканской филармонии. Джазовый оркестр Спокана это также неприбыльная организация, сформированная в 1962 году, которая признана в масштабе всей страны, как самый старый коллектив, который состоит из 17 человек и проводит непрерывные выступления, на профессиональном уровне, пользуясь поддержкой своих земляков.
Театр организован единственной местной профессиональной компанией, Interplayers Ensemble. Театральные мероприятия проводятся также Споканским гражданским театром и несколькими любительскими театрами и небольшими коллективами. Театр Фокс, который был отреставрирован до своего изначального вида 1931 года в стиле Ар-деко сейчас является домашней сценой Споканского Симфонического оркестра. Городской Центр Искусств был восстановлен в 1988 году и переименован в 2006 году в театр имени Бинга Кросби, уроженца Спокана.

### Парки и места отдыха
Спокан и его окрестности предлагают изобилие способов провести отдых на природе, которые могут удовлетворить вкус самого широкого круга людей — километры прогулочных дорог, множество озёр для рыбалки и водных развлечений, а также несколько крупных парков. В 1907 году комиссия по паркам Спокана наняла компанию Olmsted Brothers для разработки плана по созданию городских парков. Большое количество парковых территорий было организовано городом ещё до Первой Мировой Войны, что поставило город в ряд лидеров по развитию парковых систем среди всех западных городов. Сегодня Спокан насчитывает более 75 парков общей площадью 3488 акров (14,12 км²). Самыми заметными парками города следует назвать парк Риверфронт, Парк и ботанические сады Манито, парк Риверсайд, парк Маунт-Спокан, Парк миссии Св. Михаила, парк Боул и Питчер (Bowl & Pitcher) и Дендрарий Джона Финча.

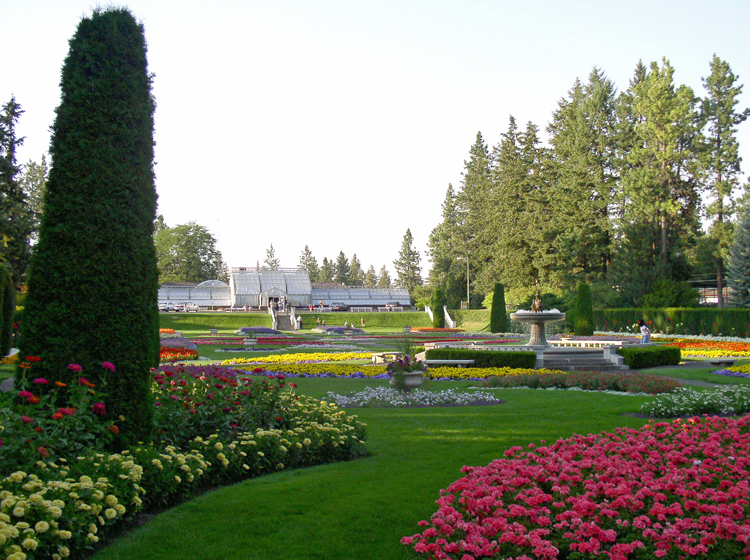
Сад Дункан в парке Манито

Парк Риверфронт, созданный после Экспо’74 на той же территории, занимает 100 акров (0,4 км²) центральной части города и является центром проведения крупнейших городских мероприятий. Из парка можно увидеть Споканские водопады, а также посетить ряд аттракционов, таких как Скайрайд (Skyride), имитирующий путешествие на гондоле по бурной реке, 5-этажный кинотеатр IMAX, и небольшой парк развлечений (который зимой превращается в ледовый каток). В парке проводятся все виды семейных развлечений и крупные городские события, такие как пробег в День Цветения, соревнования по уличному баскетболу, кинофестиваль IMAX, Споканский музыкальный фестиваль, Pig Out in the Park, Выставка ресторанов, Pow Wow, Первая ночь Спокана, уличные концерты и другие общественные мероприятия. В парке также находится изготовленная вручную карусель парка Риверфронт, созданная в 1909 году Чарльзом Луффом в качестве свадебного подарка для его дочери. Карусель всё ещё работает, и её посетители могут принять участие в конкурсе по ловле кольца. Тот, кому повезёт поймать кольцо, получает бесплатную поездку на карусели. Из парка Риверфронт открывается красивый вид на водопады Спокана, а также на очень красивую местность реки Спокан. Парк Манито, в районе Саус-Хилл (South Hill), предлагает посетителям полюбоваться утиным озером, центральной консерваторией имени доктора Дэвида Гейзера, классическим садом Дункан, созданным в стиле эпохи Возрождения, и японским садом Нисиномия, созданным Нагао Сакураем. Парк Риверсайд является сценическим парком, расположенным возле центральной части города, где можно гулять пешком, ездить на горных велосипедах и заниматься рафтингом. Дендрарий Джона Финча является общественным парком, с территорией в 57 акров (0,23 км²), где можно ознакомиться с редкими представителями местной флоры и фауны.
В тёплое время года, в Спокане работают 6 новых аква-центров, включая Comstock Park Pool, с его историческими банями. В 2008 году избиратели утвердили заём в 43 миллиона долларов, который дал возможность провести полную реконструкцию городских бассейнов и создать новое учреждение возле Shadle Park High School.
Ещё более активным способом ознакомления с природными достопримечательностями Споканского региона является путешествие по Споканской столетней речной тропе, которая представляет собой около 37 миль (60 км) пеших маршрутов вдоль реки Спокан от парка Зонтаг (Sontag Park) на западе Спокана к восточному берегу |озера Кер-д’Ален в Айдахо. Этот путь идёт дальше под именем Столетняя тропа Северного Айдахо и часто используется для всех видов активного отдыха, таких как бег, ходьба, езда на велосипеде или роликах.
В дополнение к городским парковым системам, существует много мест для проведения отдыха на природе за его пределами. В районе Спокана находится несколько рек и 76 озёр, где можно купаться, заниматься водными видами спорта и рафтингом, рыбачить и разбивать лагерь. Летом желающие могут посетить как достаточно большие озёра северного Айдахо (озеро Кер-д’Ален, озеро Панд Орей, озеро Прайст), так и меньшие водоёмы. Самым крупным и глубоким поблизости водоёмом является озеро Панд-Орей площадью 383 км² и максимальной глубиной 351 м. Зимой можно посетить 5 горнолыжных курортов, на расстоянии 2 часов езды от города, среди которых Schweitzer Mountain Resort в Сэндпоинте, Айдахо Silver Mountain Resort в Келлоге, Айдахо, Lookout Pass Ski and Recreation Area в Маллане, Айдахо и 49 Degrees North Ski Area в Чевеле, Вашингтон. Ближайшим лыжным курортом является Mt. Spokane Ski and Snowboard Park, управляемый неприбыльной организацией. Здесь есть дорожки для катания на лыжах, собачьих упряжках и прогулках на снегоступах. В тёплое время года этими дорожками могут пользоваться любители пеших прогулок и катания на горных велосипедах.

### События и фестивали
Спокан является местом проведения ежегодных мероприятий, которые привлекают людей из близлежащих регионов. Каждый год в мае, Спокан проводит Сиреневый фестиваль, во время которого (в третье воскресенье мая) проводится парад Вооружённых сил. Пробег в День Цветения проводится в первое воскресенье мая и представляет собой соревнование спортсменов на дистанции длиной 7.46 мили (12 км), которое собирает около 45 000 участников. Споканский Хупфест является крупнейшим в мире соревнованием по уличному баскетболу 3-на-3, в котором в 2010 году приняли участие 26 000 человек. Подсчитано, что во время этого соревнования 40 кварталов центральной части города превращаются в баскетбольные площадки, которые посещают около 200 000 человек, что почти равно общему числу жителей города.

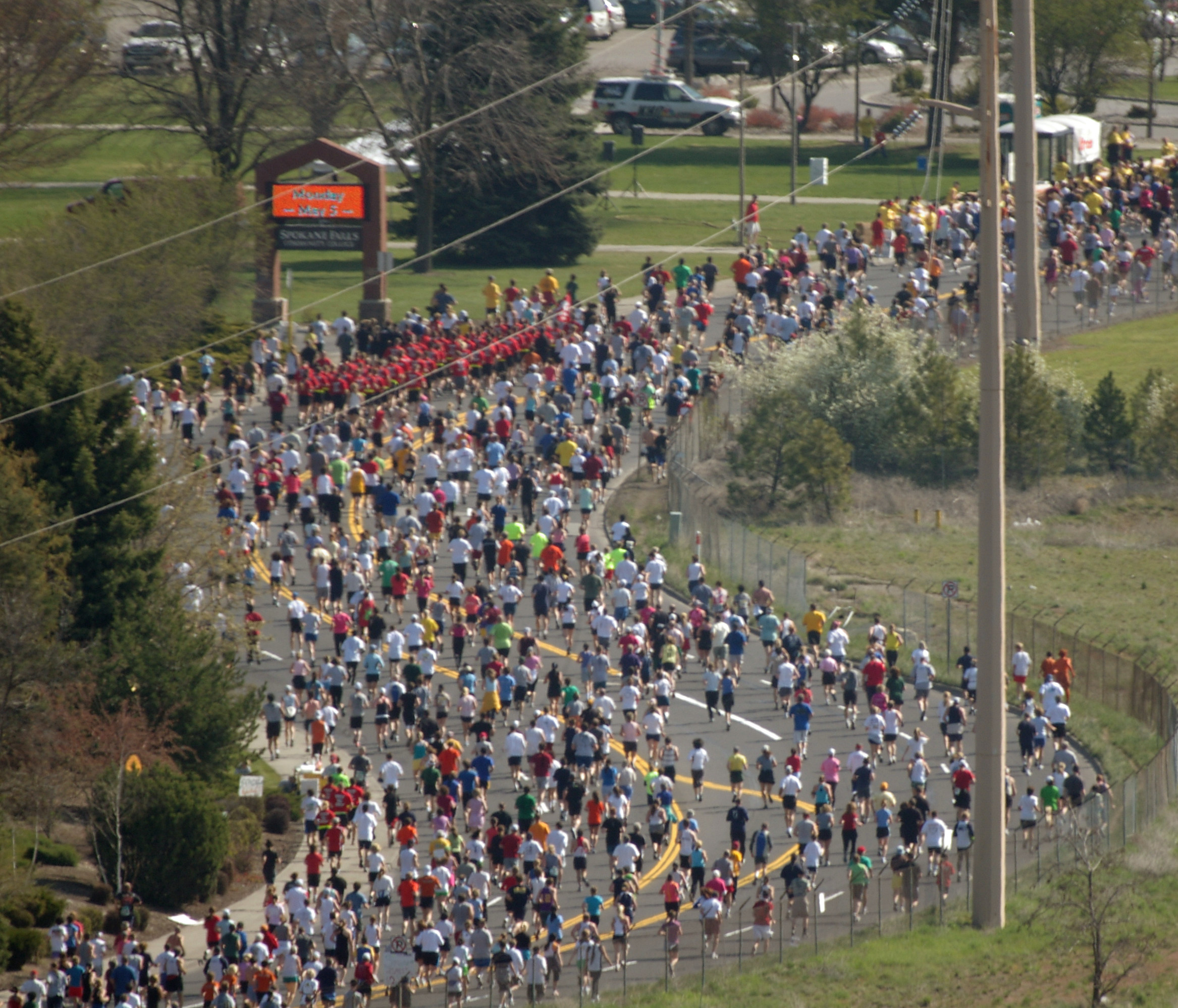
Пробег в День Цветения

Среди главных кинофестивалей Спокана следует отметить Споканский Международный кинофестиваль, и Споканский фестиваль кино о геях и лесбиянках. Проводимый ежегодно в феврале, Споканский Международный кинофестиваль является небольшим фестивалем на котором жюри оценивает документальные и короткометражные работы со всего мира. Другой названный кинофестиваль проводится ежегодно в ноябре и представляет современное независимое кино для ЛГБТ-сообщества. Также, каждую вторую субботу в августе проводится Фестиваль Музыки и Искусств Гарланд Виллэдж (Garland Village Arts & Music Festival).
Другими заметными событиями в жизни города являются Споканская Ярмарка, Споканский Комик кон, Японская неделя, Get Lit!, и Споканский парад гордости. Споканская ярмарка проводится ежегодно в сентябре в Выставочном центре, который недавно был расширен в результате строительства стоимостью 18 миллионов долларов. Японская неделя проводится в апреле в честь празднования братской дружбы между городами Спокан и Нисиномия, демонстрируя общие черты, характерные для этих городов. Студенты Споканского отделения университета Мукогауа и университетов Уитворт, Гонзага, Спокан-Фоллс и Городской колледж Спокана проводят ряд мероприятий в стиле японской культуры, в сочетании с другими событиями, которые проводятся по всему городу. Get Lit! — это ежегодный литературный фестиваль, который проходит в апреле для всех читателей и литераторов и спонсируется Eastern Washington University Press. Get Lit! представляет авторские презентации, семинары, а также посещения писателями школ по всей территории восточного Вашингтона и северного Айдахо. Споканский Парад Гордости проводится в июне и собирает под свои знамёна геев, лесбиянок и людей, разделяющих их взгляды, для знаменования ценности многообразия в этом мире.

## Спорт

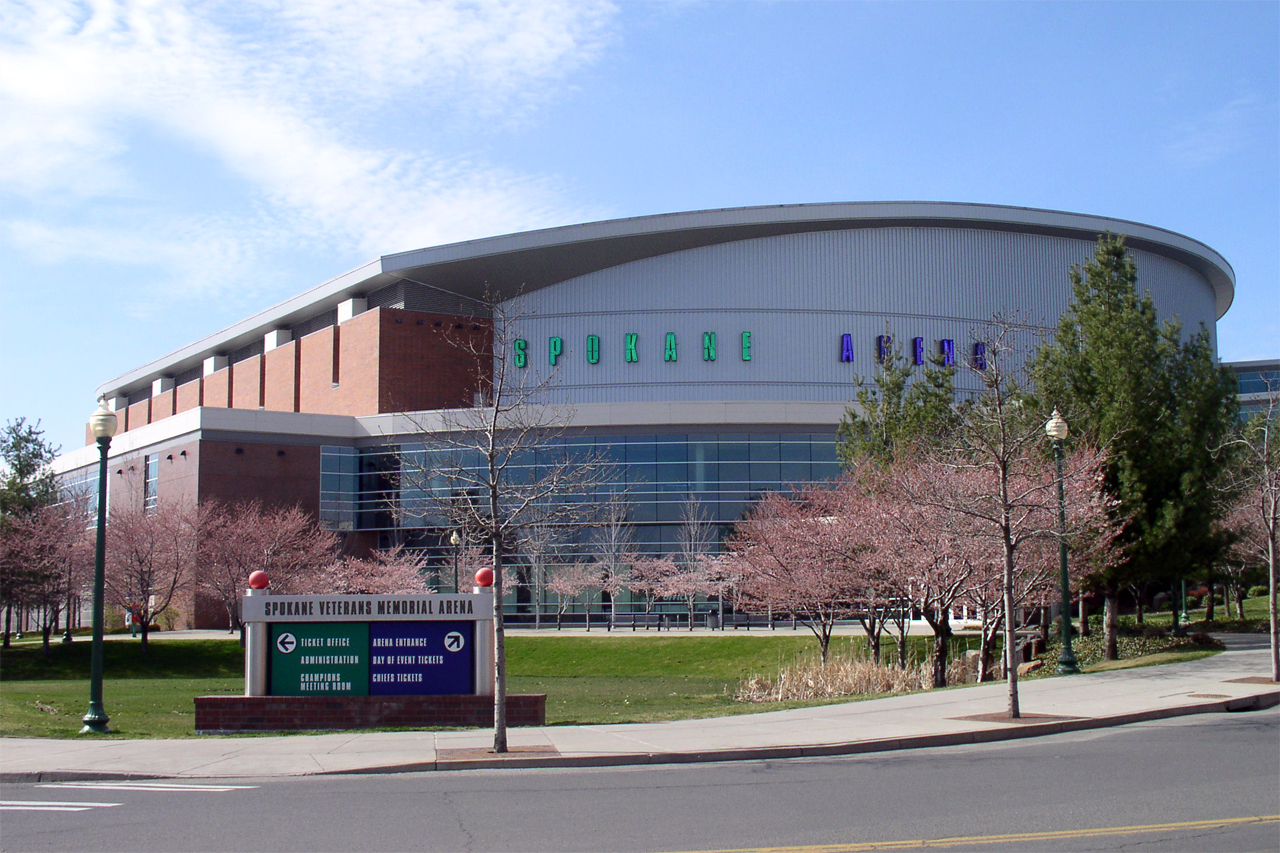
Спокан Арена, домашняя арена Spokane Chiefs и Spokane Shock

Профессиональными спортивными командами, выступающими за город Спокан, являются Spokane Shock (Американский футбол в зале), Spokane Indians (Северо-западная бейсбольная лига), Spokane Chiefs (Западная хоккейная лига), и Spokane Black Widows (Женская футбольная премьер-лига). В хоккейном клубе Спокан Чифс (англ. Spokane Chiefs, Споканские вожди), выступал Валерий Буре (1991—1994), брат Павла Буре.
Университетские команды Спокана это: Gonzaga Bulldogs которые выступают в Конференции Западного Побережья (WCC), Washington State Cougars, Eastern Washington Eagles и Idaho Vandals.
В 1995 году Споканский Отдел Общественных Учреждений открыл центральное место для проведения спортивных мероприятий, Spokane Veterans Memorial Arena, чтобы заменить устаревший Spokane Coliseum. Со времени своего открытия, Арена Спокана, совместно с городом, провели ряд крупных спортивных соревнований. Первым таким важным событием стал Мемориальный Кубок — 1998, финальная игра за титул чемпиона Канадской Хоккейной Лиги. Четыре года спустя, в 2002 году, Спокан принимал соревнования по фигурному катанию 2002 Skate America, а также первые два раунда соревнований по женскому баскетболу NCAA Division I. Арена Спокана является постоянным местом проведения Чемпионата Штата по Баскетболу, на который съезжаются спортсмены и болельщики со всего штата.
В 2007 году Спокан принимал Чемпионат США по фигурному катанию на Спокан Арене. Это мероприятие поставило рекорд посещаемости, было продано около 155 тысяч билетов, что позволило получить титул «Спортивное событие года» по версии журнала Sports Travel Magazine, превзойдя даже такие крупные события, как Супербоул XLI. Поклонники, аналитики и спортсмены, включая чемпиона по танцам на льду Танит Белбин, высоко оценили уровень организации мероприятия городом, и большое количество посетивших его любителей спорта. Впоследствии Спокан ещё раз принимал Чемпионат США по фигурному катанию 2010, который закончился за 18 дней до начала зимней олимпиады 2010 в Ванкувере.
| Клуб                 | Спорт               | Лига                                                 | Арена            |
| -------------------- | ------------------- | ---------------------------------------------------- | ---------------- |
| Spokane Shock        | Американский Футзал | Лига Футзала                                         | Спокан Арена     |
| Spokane Indians      | Бейсбол             | Северо-запада (Восточный дивизион)                   | Стадион Ависта   |
| Spokane Chiefs       | Хоккей с шайбой     | Западная хоккейная лига (Дивизион США)               | Спокан Арена     |
| Spokane Black Widows | Футбол              | Женская Премьер-Лига (Северо-тихоокеанский дивизион) | Стадион Джо Алби |

### Спидбол
Игра, которая очень популярна во время занятий по физвоспитанию в Америке была придумана в Спокане школой Льюис и Кларк (Lewis & Clark Highschool). Она была изобретена в конце 70-х годов и до сих пор остаётся популярной. В этой школе есть своя команда, которая соревнуется со многими другими школами из Спокана и Кёр-д`Алена. Большое историческое противостояние по спидболу Льюис и Кларк ведут с командой школы Гонзага (Gonzaga Preparatory School), которая также находится в Спокане. Полу Маккартни настолько понравились игры по спидболу, которые он увидел, посещая Спокан перед своим концертом 20 марта 2000 года, что он подавал заявку на включение этого вида соревнований в программу Летних олимпийских игр 2008 года в Пекине, однако она была отклонена.
Зал Славы Спидбола находится напротив школы Льюис и Кларк, возле 280-го съезда с шоссе I-90.

## Медиа

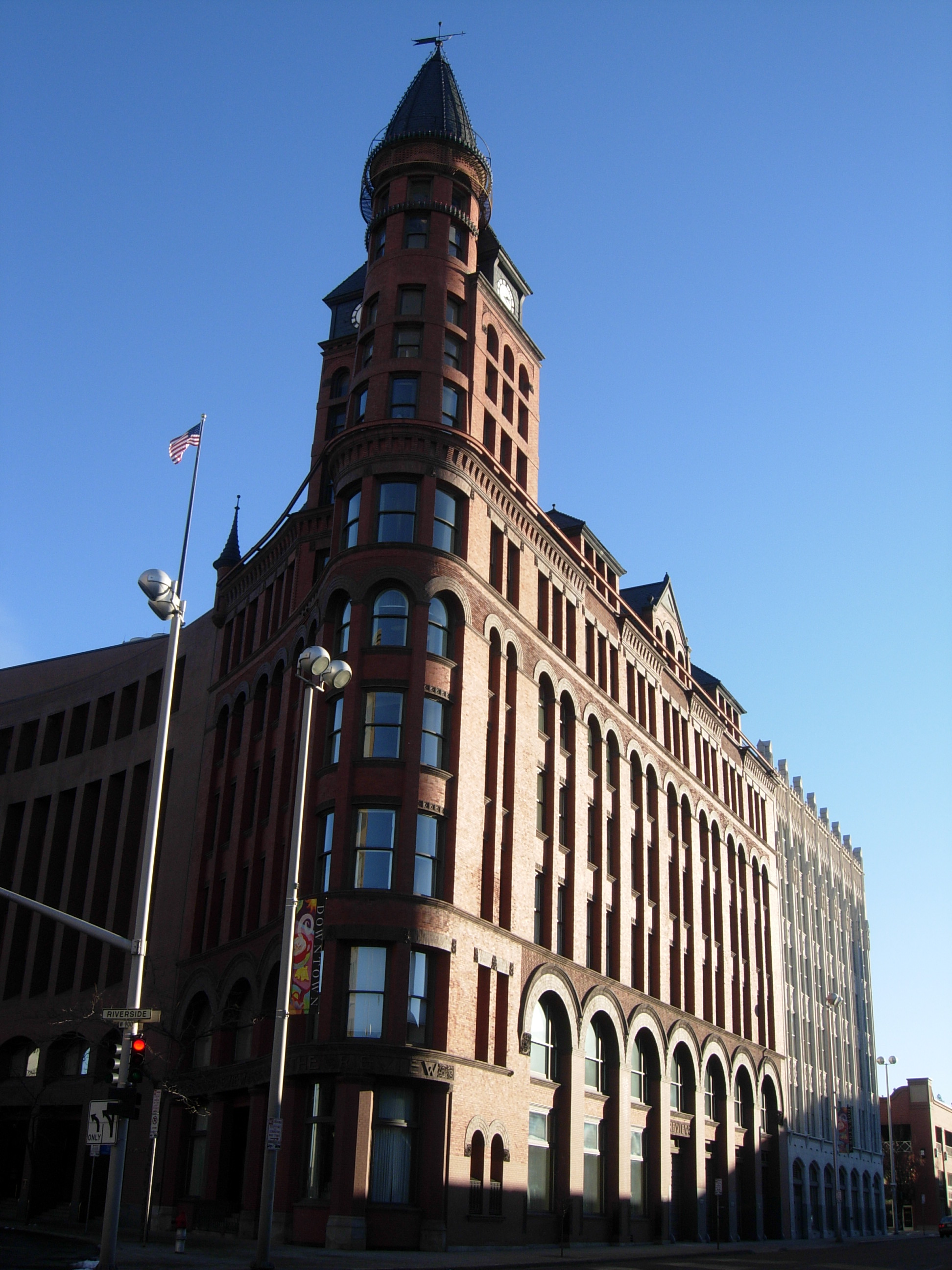
Здание Ревью (Review Building)

В Спокане выходит большое количество печатных изданий. Среди газет следует выделить главную ежедневную газету The Spokesman-Review, а также более специализированные издания, включая еженедельную газету The Pacific Northwest Inlander, выходящий раз в две недели деловой журнал Споканский Журнал Бизнеса (The Spokane Journal of Business), ежемесячную газету для родителей Детская газета, ежемесячный новостной журнал GLBT Q View Northwest, ежемесячный обзор об активном отдыхе Out There Monthly, и ежемесячную газету о событиях в районе Гарланд (Garland) The Garland Times.
В спокане также издаются журналы — Spokane Coeur d’Alene Living — ежемесячный журнал о доме и стиле, The Spokane Sidekick гид по развлечениям и культурным событиям, The Word — ежемесячное юмористическое издание, HomeTeam Sports — таблоид посвящённый местным спортивным событиям и The Family Guide — ежегодное издание, распространяемое в школах Спокана и Кёр-д`Алена которое содержит материалы об укреплении семейных ценностей во Внутренней Северо-Западной области. Также выходит ряд онлайн — изданий, посвящённых событиям в Спокане и близлежащих регионах.
По данным рейтинга Arbitron, Спокан является 92-м по величине рынком радио[уточнить] в США, количество слушателей от 12 лет и старше составляет 502 600 человек. Двадцать восемь AM и FM радио станций ведут своё вещание в Спокане. В городе также есть одна общественная (LPFM) станция — KYRS-LP. KYRS ведёт трансляции на перспективные темы, которые интересны всем группам местного сообщества.
Спокан является 75-м по величине телевизионным рынком в США[уточнить], в котором находится 0,364 % общего числа домашних хозяйств США в которых смотрят ТВ. В городе работают шесть телевизионных станций, представляющие основные коммерческие сети и общественное телевидение. Спокан является центром ТВ-вещания для большей части восточного Вашингтона (за исключением регионов Yakima и Tri-Cities), севера Айдахо, северо-запада Монтаны, северо-востока Орегона, и частично Канады (посредством кабельного телевещания). Вещание в Спокане проходит по Северо-Американскому времени, будний прайм-тайм начинается в 20.00. Монтана и Альберта находятся в Горном часовом поясе и получают вещание с задержкой в один час (то есть прайм-тайм начинается в 19.00 для местных станций Монтаны, и в 21.00 для станций вещающих из Спокана). Среди основных телевизионных сетей в городе представлены KREM (TV) 2 (CBS), KXLY-TV 4 (ABC), KHQ-TV 6 (NBC) (первая телестанция, которая начала вещание в Спокане 20 декабря 1952 года), KSPS-TV 7 (PBS), KXMN-LP 11 (MNTV), KSKN-TV 22 (CW), KCDT-TV 26 (PBS вещающий за пределами Кер-д’Ален (Айдахо)), KAYU 28 (Fox), KGPX-TV 34 (ION), KQUP 47LP (RTN; транслятор 24 канала в Пулмен), K55EB 55 (TBN; транслятор KTBN) и KHBA-LP 39.1-4.

## Политика и управление

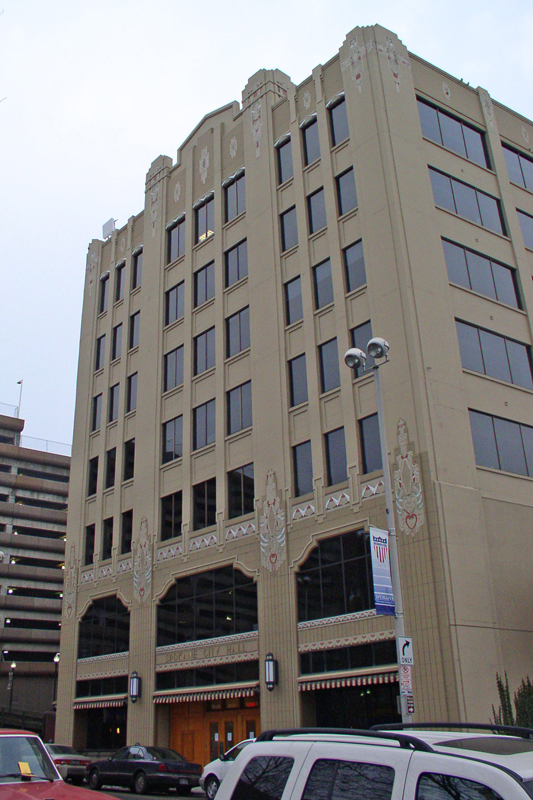
Городской Совет Спокана

Город Спокан управляется на основании модели, состоящей из мэра и городского совета, также известной под названием «сильный мэр». Спокан перешёл на эту систему управления в январе 2001 года, после 40 лет управления по системе Совет-Управляющий. Инициатива по смене формы управления прошла в Спокане в ноябре 1999 года. Согласно текущей форме руководства, в городе работают две независимые ветки управления: исполнительная (в лице Мэра) и законодательная (Городской совет). Городской Совет задаёт основные направления в политике города. Мэр, как высшее должностное лицо города Спокан, отвечает за работу аппарата управления и внедрение решений, принятых Городским советом.
Другими ключевыми представителями являются выбираемые населением семеро членов Городского Совета Спокана (по 2 от каждого из трёх районов города плюс Президент), которые выполняют законодательную функцию в управлении городом. Кроме определения направлений в политике города, Городской Совет издаёт постановления и проводит юридическое сопровождение деятельности города.
Сейчас должность мэра Спокана занимает Мэри Вернер; которая заняла этот пост 27 ноября, 2007 года, заменив на нём Денниса Хессиона, который покинул пост 9 ноября 2007 года. Хессион принимал присягу 3 января 2006 года, после того, как был отозван предыдущий мэр, Джим Вест.

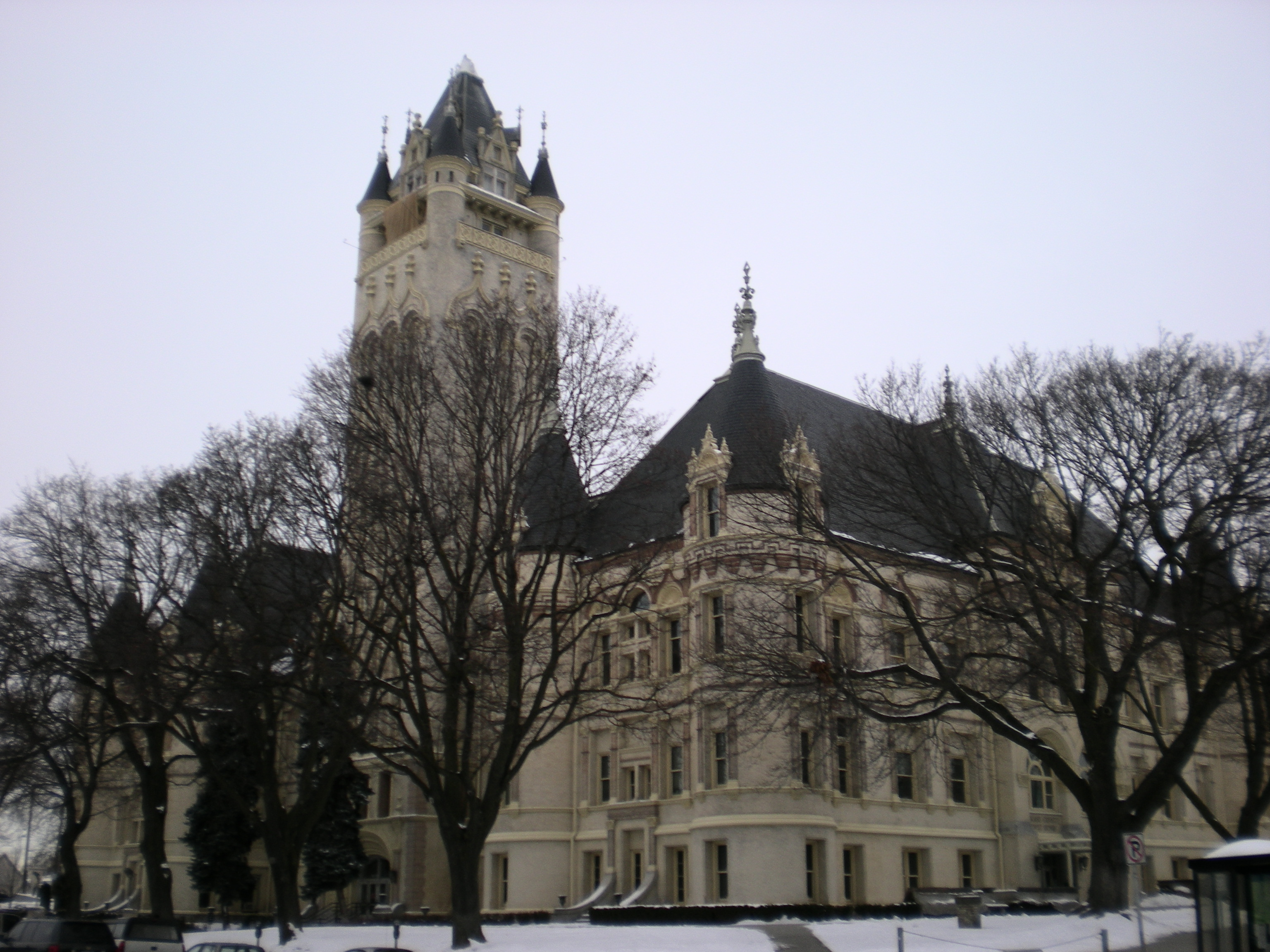
Здание Споканского Окружного Суда

Спокан является частью 5-го района штата Вашингтон по выборам в Конгресс, представленный Республиканкой Кэти МакМоррис Роджерс, выбранной в 2004 году. Старшим представителем штата в Сенате США является Демократ Пэтти Мюррэй, выбранная в 1992 году. Младшим представителем в Сенате США является Демократ Мария Кантвелл, выбранная в 2000 году. Губернатором штата Вашингтон с 2004 года является Демократ Кристин Грегуар.
Спокан признан городом с консервативными взглядами, который отдаёт на выборах предпочтение Республиканцам. Несмотря на то, что Джон Маккейн выиграл выборы в округе Спокан с результатом 50 %-48 % во время Президентских выборов в США (2008 года), в самом городе победил Обама с результатом 60 %-37 %. Бывший спикер Палаты Представителей США, Демократ Том Фоли проработал представителем 5-го округа Вашингтона на протяжении 30 лет, пользуясь огромной поддержкой в Спокане, до момента его проигрыша на выборах 1994 года, получивших название «Революция Республиканцев». Первым мэром-афроамериканцем в городе был выбран в 1981 году Джеймс Эверетт Чейз, а после его ухода город выбрал первого мэра-женщину, Вики МакНил (Vicki McNeil).

## Образование

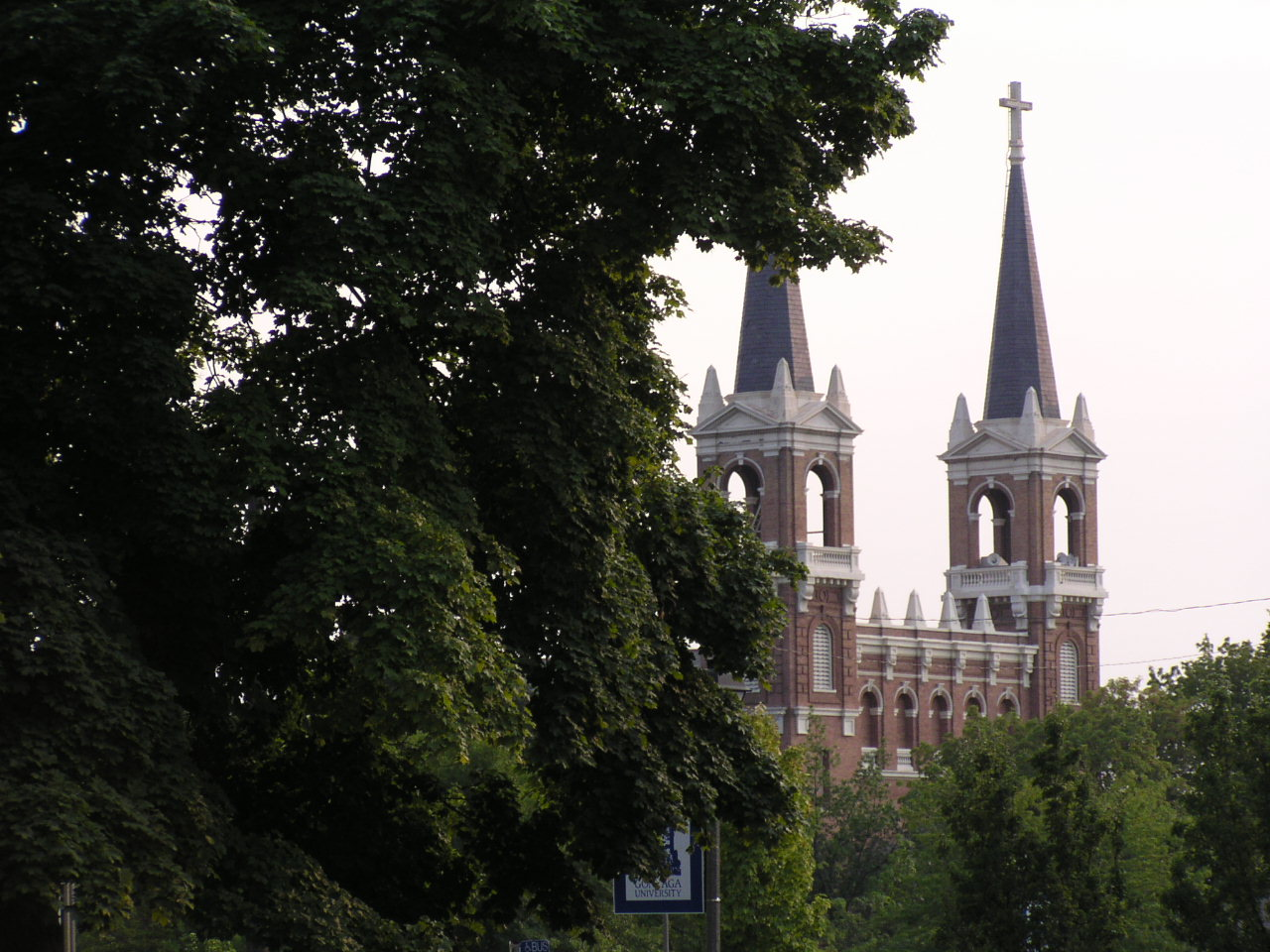
Университет Гонзага

Две общественные библиотеки обслуживают обще-образовательные потребности местного населения — Споканская Общественная Библиотека (находится в черте города) и Библиотека округа Спокан. Основанная в 1904 году на средства филантропа Эндрю Карнеги, Споканская Общественная библиотека состоит из центрального отделения и 6 районных библиотек. Специальные коллекции включают материалы по истории Северо-запада, генеалогии, истории штата Вашингтон и правительственные документы округа Спокан.
Споканский отдел общественных школ (Район 81) — это крупнейшая в Спокане и вторая по величине во всём штате система общественных школ, обслуживающая приблизительно 30 000 учащихся в 6 гимназиях, 6 средних и 34 школах начального уровня. Другими школьными отделами образования являются Central Valley School District, Mead School District, и West Valley School District. Значительное количество частных начальных и средних школ, прошедших государственную аттестацию, расширяют общественную школьную систему.
Спокан также является домом для образовательных учреждений старшего уровня. Среди них, частные университеты Гонзага и Уитворт, общественная система колледжей Спокана, а также университетские городки ITT Tech и Университета Финикса. Университет Гонзага и Юридическая школа были основаны иезуитами в 1887 году. Уитворт был основан в 1890 году и тесно взаимосвязан с Пресвитерианской церковью. Несмотря на то, что Спокан является одним из немногих крупных городов США, где нет главного университетского городка государственного университета; Университет Восточного Вашингтона (EWU) и Вашингтонский Государственный Университет (WSU) ведут свою деятельность в Riverpoint Campus, прямо рядом с центром города, через реку от кампуса Гонзага. Главный университетский городок EWU находится в 15 милях (24 км) на юго-запад от Спокана возле Чейни, а WSU расположен в 65 милях (105 км) на юг в Пулмене.

## Инфраструктура

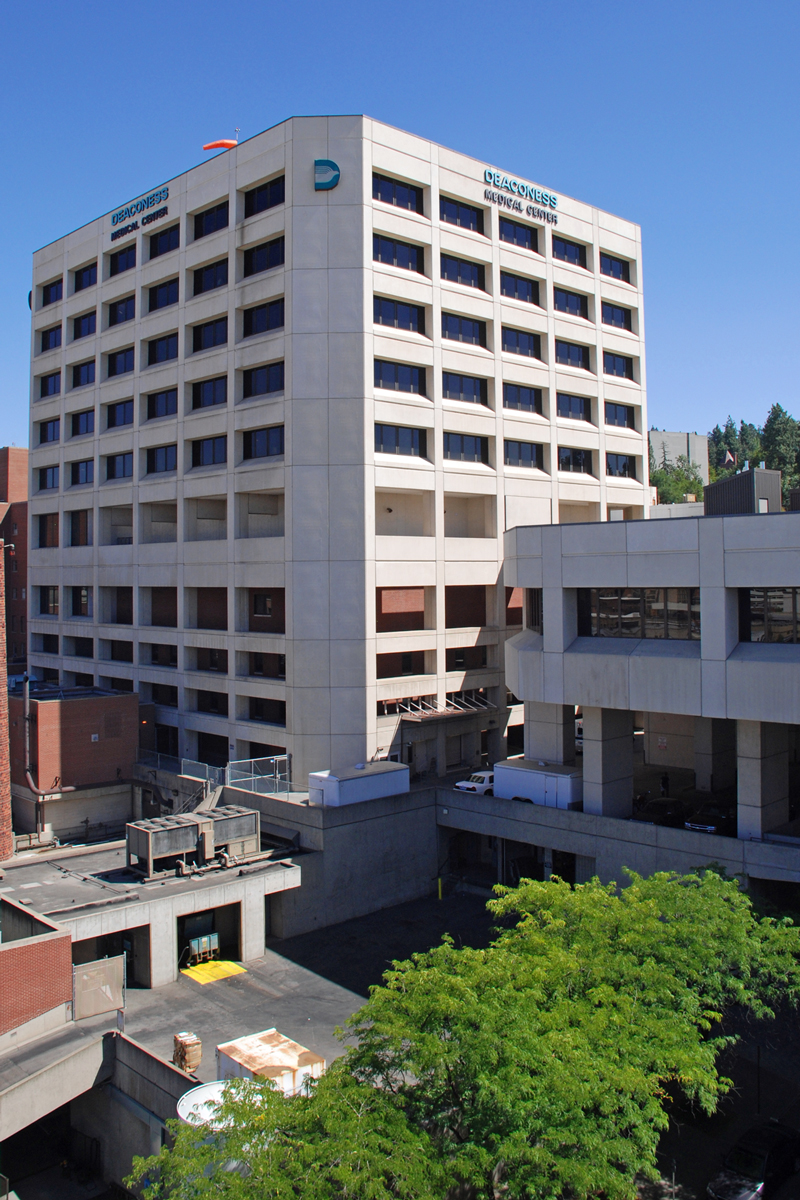
Медицинский центр Deaconess

### Здравоохранение
Спокан является центром предоставления медицинских услуг для всей Внутренней Северо-Западной области. Шесть главных больниц расположены в городе, четыре из которых предоставляют полный перечень медицинских услуг. Здравоохранение региона в основном обслуживается неприбыльной компанией Providence Health & Services из Сиэтла и коммерческой компанией из Теннесси Community Health Systems, которые управляют двумя крупнейшими в городе больницами, Sacred Heart Medical Center и Deaconess Medical Center, соответственно. Обе больницы, вместе с другими здравоохранительными учреждениями расположены в районе Lower-South Hill, на юг от центра города. Большое количество медицинских учреждений в этом районе, расположенных недалеко друг от друга, привело к формированию так называемого «медицинского квартала» Спокана.
Среди других больниц можно выделить Spokane Veterans Affairs Medical Center в северо-западной части города, Holy Family Hospital на севере, и Valley Hospital and Medical Center в Spokane Valley. Один из двадцати госпиталей сети Shriners Hospital также находится в Спокане.

### Транспорт

#### Дороги и магистрали
Улицы Спокана построены по принципу дорожной сетки, ориентированной на четыре стороны света. Как правило, в Спокане дороги, идущие с востока на запад, называются авеню, а с юга на север — улицами. Основными проездами в городе считаются Francis, Wellesley, Mission, Sprague и 29 авеню. Основными проездами в направлении с юга на север являются Maple-Ash, Monroe, Division, Hamilton, Greene-Market (на север от автомагистрали I-90), и Ray-Freya (на юг от I-90). Отрезок от I-90 на севере до пересечения магистралей US 2 — US 395, называемый North Division является наиболее загруженным транспортным коридором в Спокане, по которому ежедневно проезжают более 40 000 автомобилей.

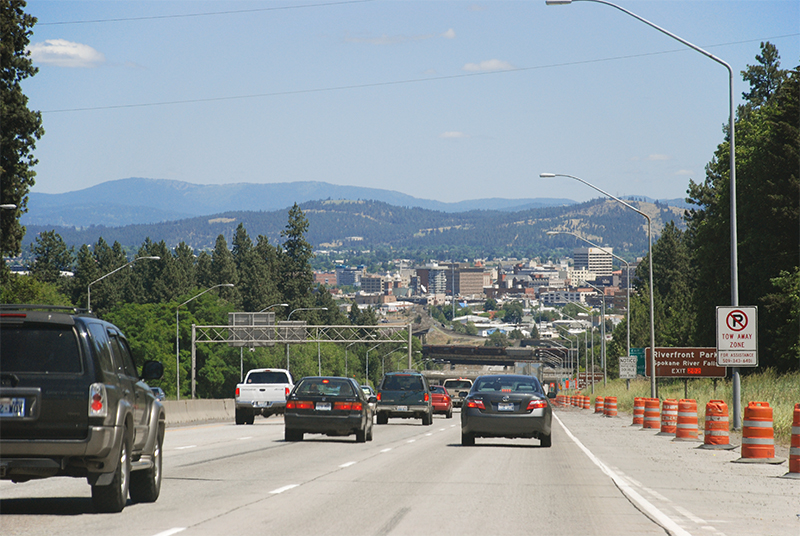
I-90 при подъезде к Спокану вниз по Sunset Hill

Главным образом, Спокан обслуживается по автомагистрали I-90, которая проходит с востока на запад из Сиэтла, через центр Спокана, и далее через Spokane Valley, Liberty Lake, и ещё дальше через Coeur d’Alene на восток через штаты Айдахо и Монтана в направлении на Чикаго. В отличие от I-90, магистрали US 2 и US 395 являются дорогами с неограниченным доступом и проходят через Спокан с запада, через I-90 и идут дальше на север через улицу Division. Эти 2 шоссе идут по одному пути пока не достигают развилки (The «Y»), где US 395 продолжает свой путь на север к Deer Park и далее в Канаду, а US 2 поворачивает на северо-восток, и движется через Mead, Chattaroy, Newport, и Sandpoint.
В последние 10 лет Государственный транспортный департамент Вашингтона (WSDOT) агрессивно работал над улучшением дорожной сети, чтобы не отставать от темпов развития региона и предотвратить возникновение заторов на дорогах, которые свойственны многим крупным городам по всей стране. В 2005 году, WSDOT завершил первые две фазы проекта по расширению автомагистрали I-90 Спокан-Айдахо. В данный момент магистраль расширена до 6 полос до Spokane Valley, но ещё необходимо вложить 210 миллионов долларов в расширение последнего отрезка на участке между Sullivan Road и штатом Айдахо.

##### Северный споканский коридор
Транспортный Департамент в данный момент работает над строительством Северного споканского коридора. По завершении проекта, он станет магистралью с ограниченным доступом, длиною 10.5 мили (16.9 км), который протянется от автомагистрали I-90 в окрестностях пересечения Thor/Freya на север через Спокан, и встретится с существующим шоссе US 395 южнее поля для гольфа Wandermere. На строительство этой магистрали будет израсходовано более 2 миллиардов долларов (более $3 миллиардов с учётом инфляции). Первый участок был официально открыт 22 августа 2009 года. Он протянулся от Farwell Road возле шоссе US 2 на юг к окрестностям Francis авеню и улицы Market (приблизительно 4 мили или 6,4 км). Сейчас[когда?] строительство ведётся в районе шоссе US 2 возле Shady Slope Road, где подрядчики расширяют водный канал, который будет служить путём для рыбы и других представителей животного мира через конструкции новой магистрали, а также строят развилку, которая соединит шоссе US 2 с Северным споканским коридором; этот участок планируется открыть в середине 2011 года, а затем перейти к финальной стадии проекта по строительству северной части, которая соединит шоссе US 395 с ССК в 2012 году. Оставшийся участок будет достроен после того, как будет осуществлено необходимое финансирование.

#### Общественный транспорт

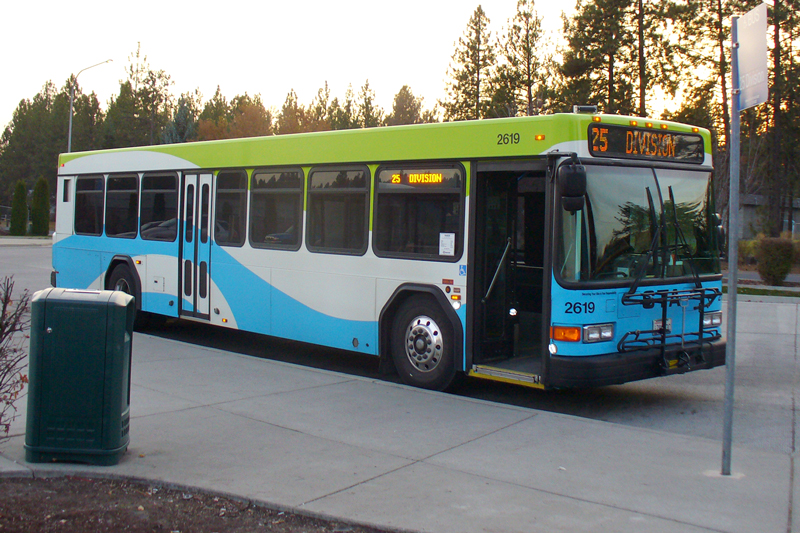
Автобус СТА

До широкого распространения автомобилей, люди перемещались по городу используя Споканскую систему трамваев. Много старинных улиц города до сих пор имеют видимые в дорожном покрытии рельсы, так как некоторые из них так и не были демонтированы. Начиная с 1922 года, трамвайные службы постепенно снижали свою деятельность из-за уменьшения количества пассажироперевозок, и к августу 1936 года все трамвайные линии прекратили своё существование или были переведены в автобусные маршруты.
Сегодня, массовые пассажироперевозки обеспечиваются Споканским транзитным агентством (СТА). Сейчас СТА управляет приблизительно 150 автобусами и обслуживает территорию площадью в 143 кв. мили (370 км²). Большая доля маршрутов СТА отправляется из центрального узла, Площади СТА, в центре Спокана. Пассажиры, которые добираются через этот узел имеют возможность попасть на практически любой транспортный маршрут в городе.
В конце 90-х годов прошлого века широкое распространение получили разговоры о внедрении скоростной системы перевозок, с использованием системы легкорельсового транспорта, которую предпочли альтернативной системе скоростного автобусного транспорта. Предлагаемая новая линия должна пройти от Площади на восток через Spokane Valley до Liberty Lake, а затем будут ещё добавлены линии от Площади до Споканского международного аэропорта, от Liberty Lake до Coeur d’Alene, и линия, проходящая медианой для нового Северного споканского коридора. В 2006 году, $263-миллионный проект был отклонён при голосовании, отложив осуществление на неопределённое время. Для продолжения диалога была создана неприбыльная независимая общественная группа The Inland Empire Rail Transit Association (также известная как InlandRail).
В Спокане есть железнодорожное и автобусное сообщение, представленное компаниями Amtrak и Greyhound, осуществляемое через Spokane Intermodal Center. В городе останаваливается пассажирский поезд компании Amtrak Empire Builder на своём пути из Чикаго. Также осуществляются ночные рейсы в Сиэтл и Портленд, оставшиеся в наследство от старой железной дороги Spokane, Portland and Seattle Railway.

#### Аэропорты
Спокан, Восточный Вашингтон и Северный Айдахо обслуживаются Международным аэропортом Спокана (GEG). Международный аэропорт Спокана является вторым по величине аэропортом в штате Вашингтон, признанным Федеральным управлением гражданской авиации США малым транспортным узлом. Аэропорт расположен в 5 милях (8 км) к западу от центра Спокана, примерно в 10 минутах езды. Аэропорт используется десятью крупными авиалиниями и тремя воздушными грузоперевозчиками. Международная аббревиатура аэропорта — «GEG», основана на историческом названии Geiger Field, использовавшимся до 1960 года, и названного так в честь майора авиации Гарольда Гайгера в 1941 году.
Аэропорт Felts Field, расположенный на востоке Спокана вдоль побережья реки Спокан, является аэропортом общей авиации, обслуживающим округ Спокан. Он использовался в качестве основного аэропорта, до строительства Международного Аэропорта Спокана.
Mead Flying Service является небольшим частным аэропортом, расположенным примерно в 1 миле (1,6 км) на север от района Мид в округе Спокан. Аэропорт Дип-Парк расположен примерно в 22 милях (35 км) к северу от Спокана. Несмотря на небольшой размер, экономическая активность его двух взлётных полос принесла городу и 4 077 316 долларов.

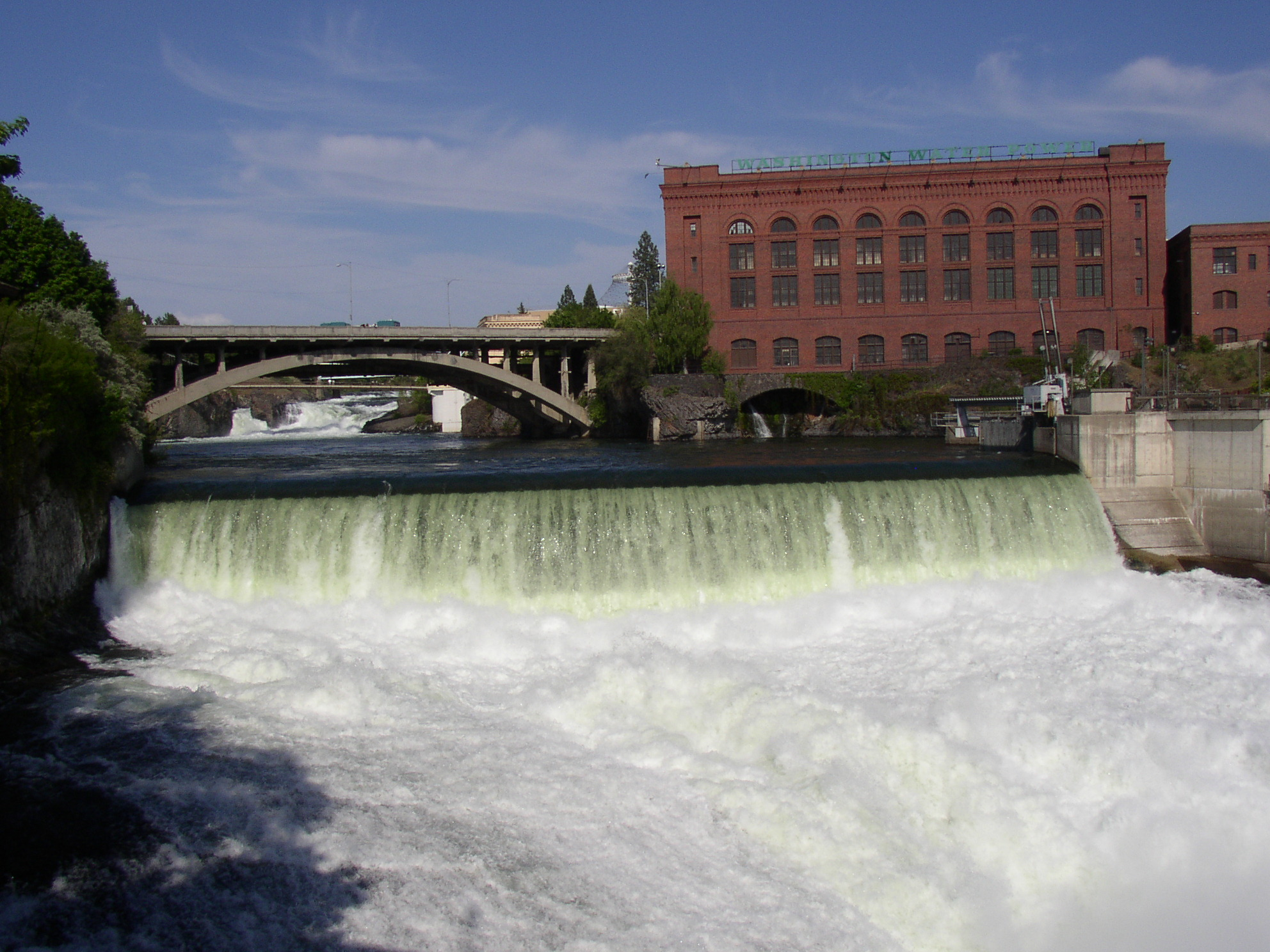
Дамба на улице Монро

### Коммунальное хозяйство
Город Спокан управляет муниципальными системами водоснабжения, канализации и сбора твёрдых бытовых отходов. В Спокане находится единственный в штате Вашингтон завод, который перерабатывает мусор в энергию, а также две станции по сбору и сортировке твёрдых отходов, созданных в рамках Региональной Системы Твёрдых Отходов Спокана, созданной в сотрудничестве городом Спокан и Округом Спокан. Электричество, которое генерируется перерабатывающим заводом используется для работы комплекса, а избыточное количество продаётся Puget Sound Energy. Поставки природного газа и электричества обеспечиваются Avista Utilities, в то время как услуги телевидения, интернет и телефонии предоставляются Qwest Communications и Comcast.

## Известные уроженцы и жители
- Дэвид Эддингс — американский писатель-фантаст в жанре фэнтези.
- Николай Николаевич Ясиновский — здесь жил советский, российский культурист, мастер спорта международного класса.
- Джон Хьюстон Стоктон — американский баскетболист, игравший на позиции разыгрывающего защитника.
- Майлз Кеннеди — рок-певец, музыкант, известный по таким группам как Alter Bridge, Slash; в детстве переехал с семьёй в Спокан.
- Бинг Кросби — певец и актёр, переехал в Спокан с семьёй в 1906 году.

## Города-побратимы
- Нисиномия, Япония (1961)
- Чечхон, Республика Корея (1996)
- Лимерик, Ирландия
- Гирин, Китай